# Voile (vêtement)
Pour les articles homonymes, voir voile.
 (août 2016).
Si vous disposez d'ouvrages ou d'articles de référence ou si vous connaissez des sites web de qualité traitant du thème abordé ici, merci de compléter l'article en donnant les références utiles à sa vérifiabilité et en les liant à la section « Notes et références ».

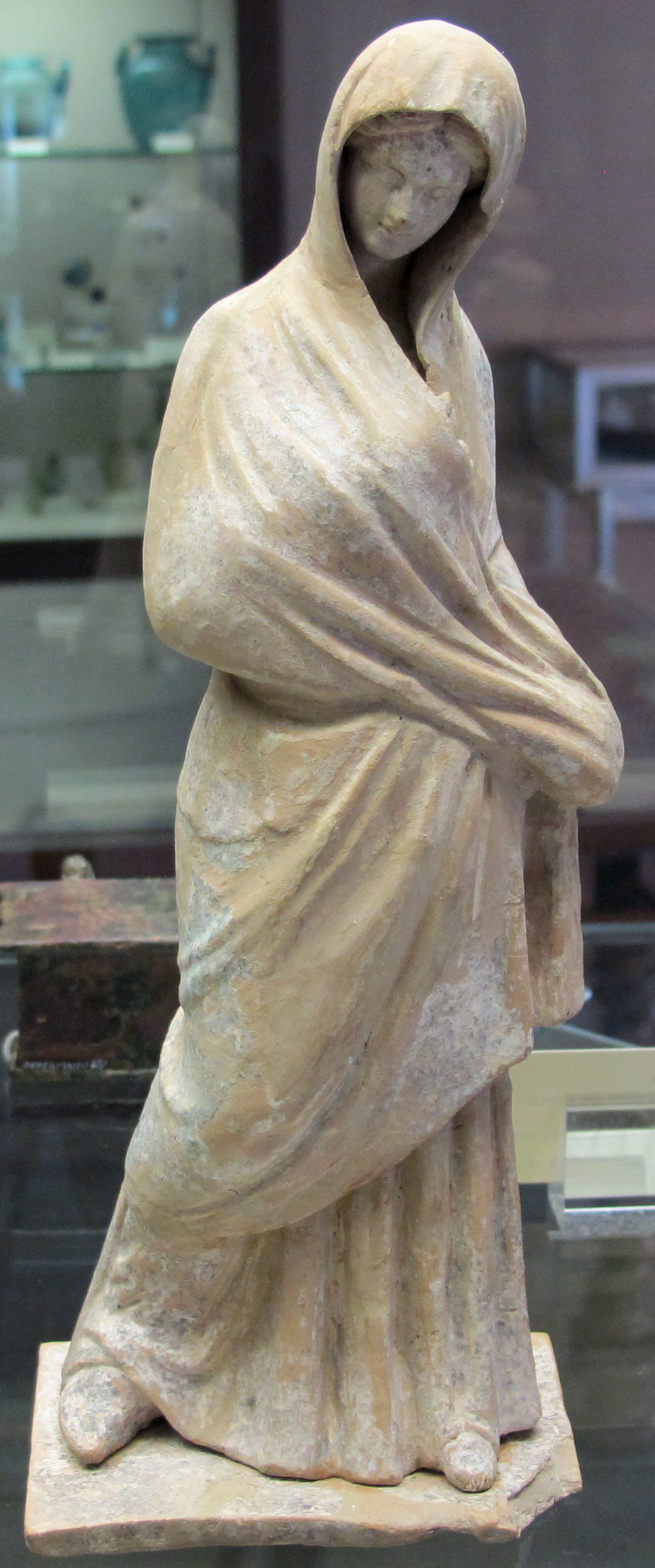
Statuette de jeune femme (Tanagra), Grèce.

Le voile (du latin velum, rideau, tenture) est un vêtement traditionnel ou religieux destiné généralement à masquer tout ou partie du corps et parfois du visage d'une femme.
Présent notamment dans les traditions chrétiennes et musulmanes et souvent associé aux femmes, il prend de multiples formes et est souvent fabriqué dans un tissu léger d'une certaine transparence, mais peut aussi être opaque. Le voile est un accessoire avec une tradition culturelle ancienne, attestée depuis l'Antiquité et qui est empreint d'une symbolique propre à chaque contexte culturel ou religieux. Il renvoie à l'image qu'il convient de donner de soi et au rapport au corps : il a pour but de marquer les différences sexuelles, sociales, la respectabilité, la pudeur, le sacré. Les linges qui dissimulent le corps ou le visage d'hommes, comme celui des pénitents, des hommes bleus, etc. se désignent toujours par un autre mot.

## Antiquité

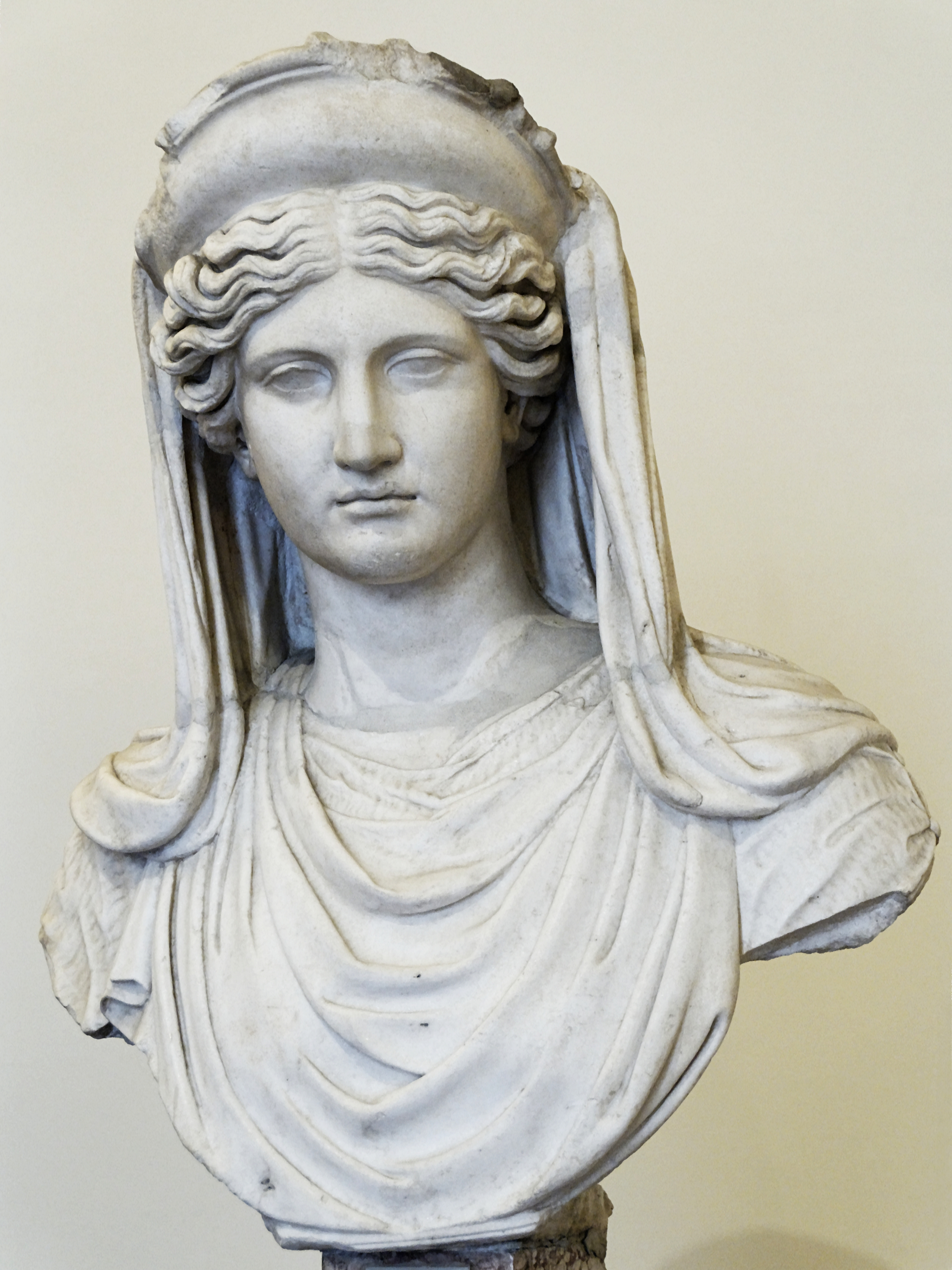
Déméter, déesse grecque (IVe siècle av. J.-C.).

Dans l’Antiquité, le port du voile est documenté dans des textes législatifs en Assyrie durant la période 2400-1200 av. J.C. (notamment dans les lois instaurées par le roi assyrien Teglath-Phalasar Ier), permettant d'établir la distinction entre hommes nobles ou mariés et esclaves : le voile est moins une restriction qu'une prérogative réservée aux hommes libres. Il leur laisse le visage découvert mais recouvre leur tête et descend jusqu'aux pieds) : 
« Les femmes mariées (…) qui sortent dans les rues n’auront pas leurs têtes découvertes. Les filles d’hommes libres (…) seront voilées (…) La prostituée ne sera pas voilée, sa tête sera découverte. » 
La tradition du purdah (« rideau ») désigne une pratique d’origine perse empêchant les femmes de voir les hommes.
Les historiens antiquisants ont longtemps nié le port du voile dans la civilisation grecque, « berceau de la démocratie », évoquant le port de châle et de tissu, jusqu'aux travaux du professeur d'archéologie Caroline Galt. Dans la société grecque antique, l’épouse est tenue de se couvrir la tête. La sculpture antique nous a laissé une trace de cette symbolique : les déesses représentant le mariage, le foyer ou la famille sont le plus souvent voilées alors que les déesses célibataires comme Artémis ou Aphrodite, ne le sont pour ainsi dire jamais.

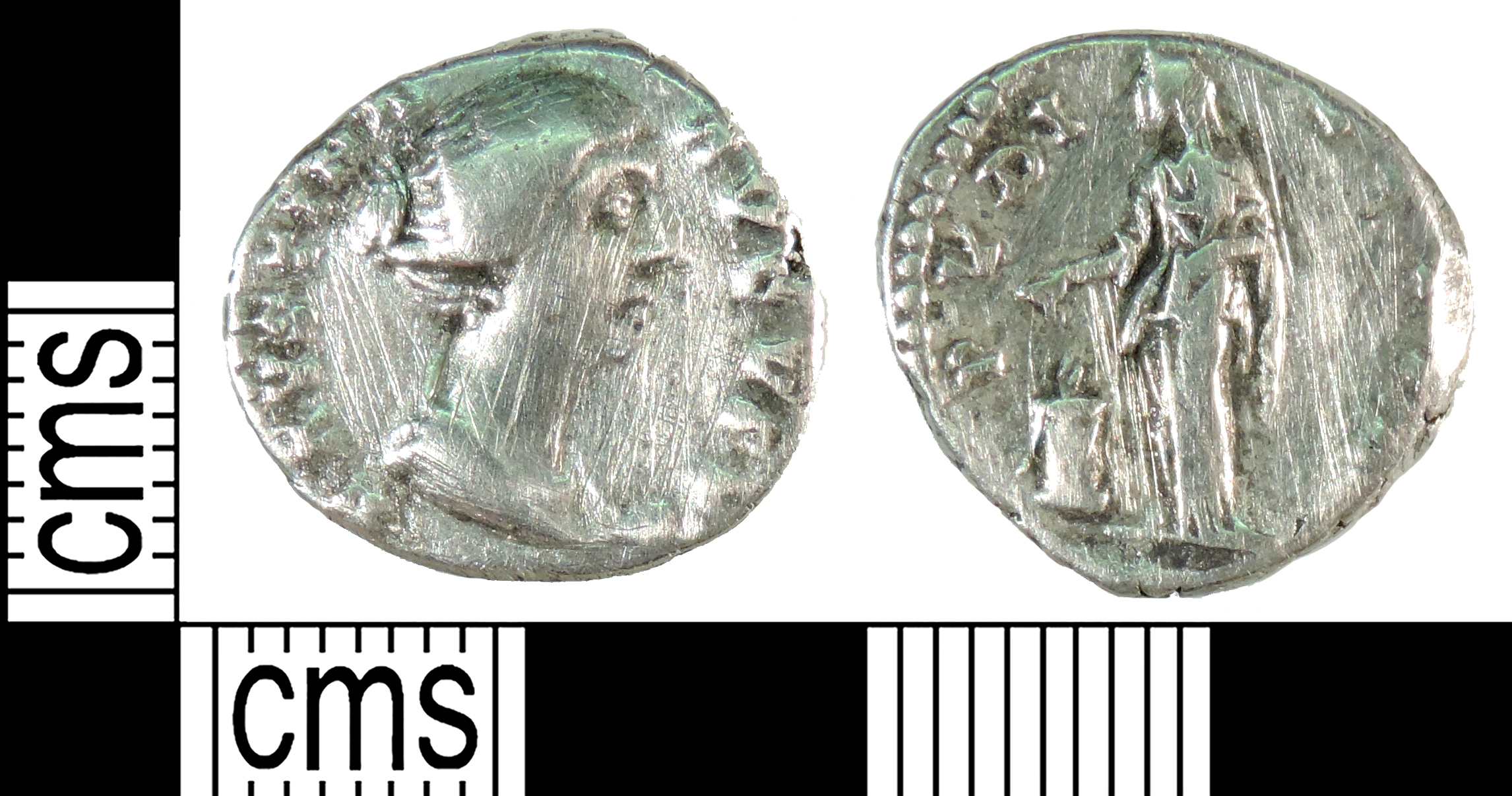
Monnaie romaine sous Marc Aurèle représentant la déesse Pudicitia voilée, (161-175 ap. J.-C.).

Dans la Rome antique, le symbole du voile est étroitement associé au mariage : le verbe nubere signifie « voiler » et « se marier », c’est le très exact synonyme de l’expression française qui ne perdure plus que dans le vocabulaire monastique, de « prendre le voile » ; nupta, littéralement « voilée » signifie « épouse », nuptiae, « mariage » a donné le français noces et peut se comprendre comme le « voilement ». La nubilité est proprement la capacité à prendre le voile, à se marier. Les mariées romaines portaient un voile de couleur rouge-orange, appelé flammeum.
Il existe dans la civilisation gréco-romaine le voile traditionnel et le voile religieux, impliquant une relation précise entre une personne couverte et le monde du divin.
Dans la mythologie, après la mort du roi de Troie Laomédon, sa fille Hésione rachète la liberté de son frère Priam de son voile doré,.

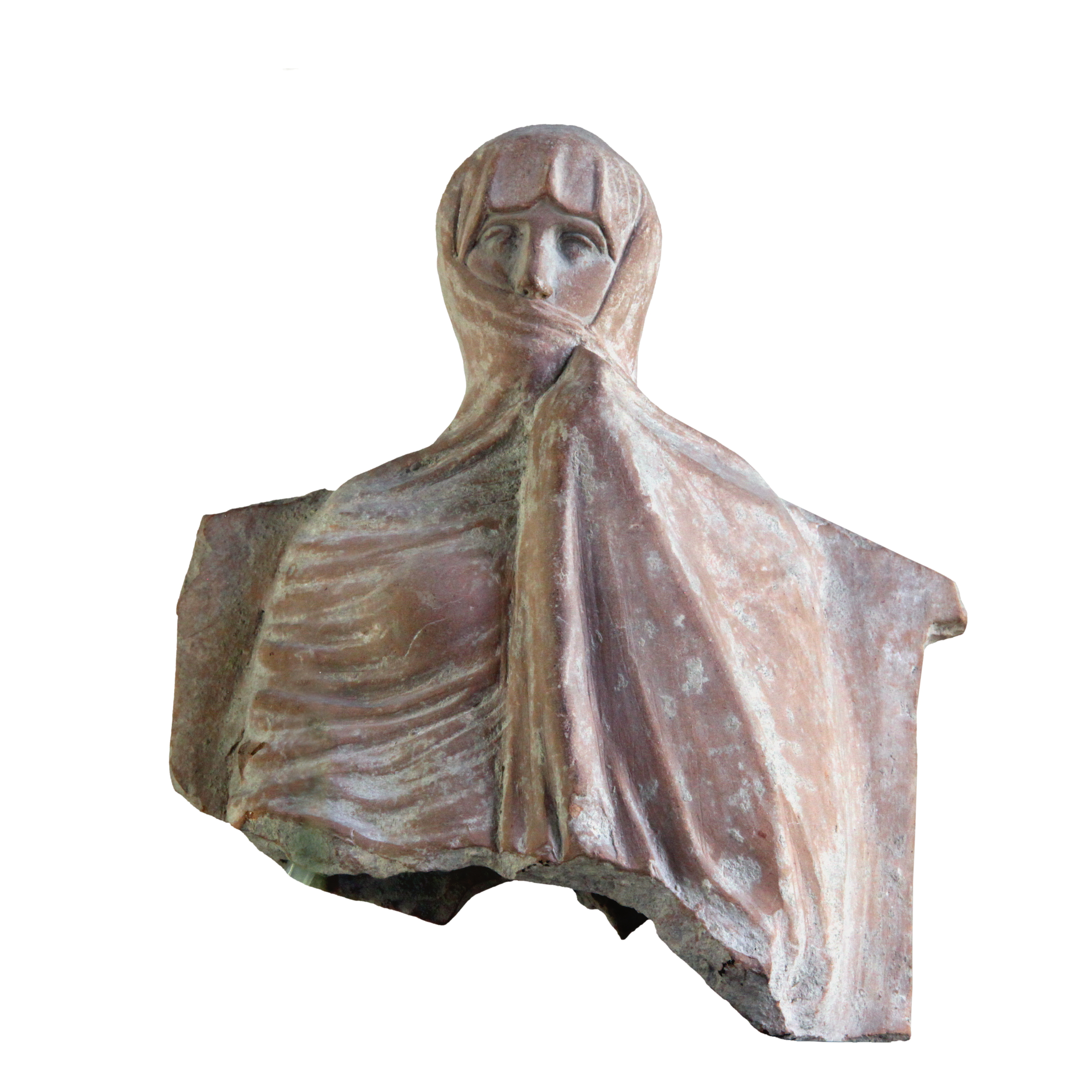
Femme voilée assise (Ve-IVe siècle av. J.-C.).
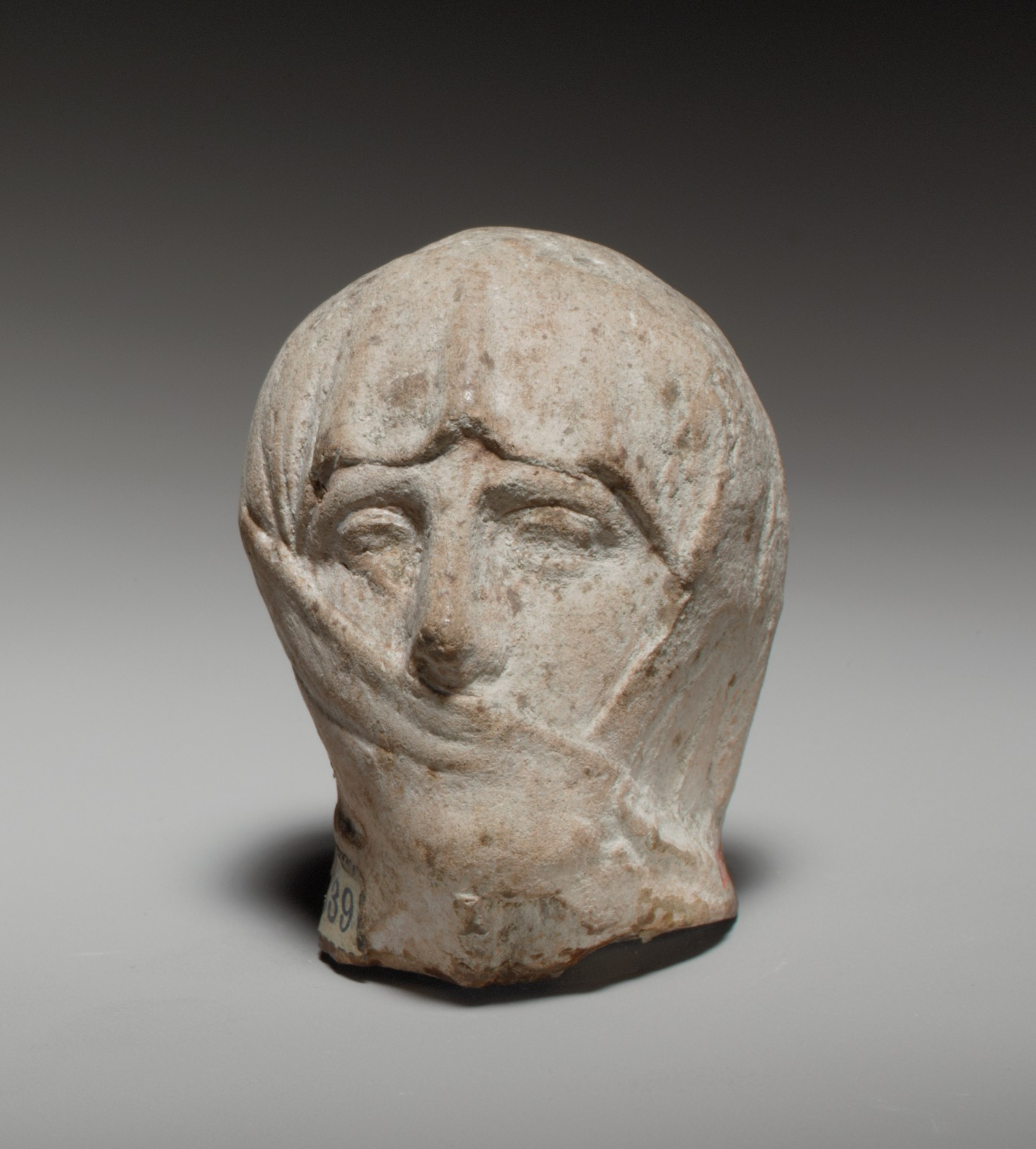
Tête en terre cuite d'une femme voilée (IVe siècle av. J.-C.).
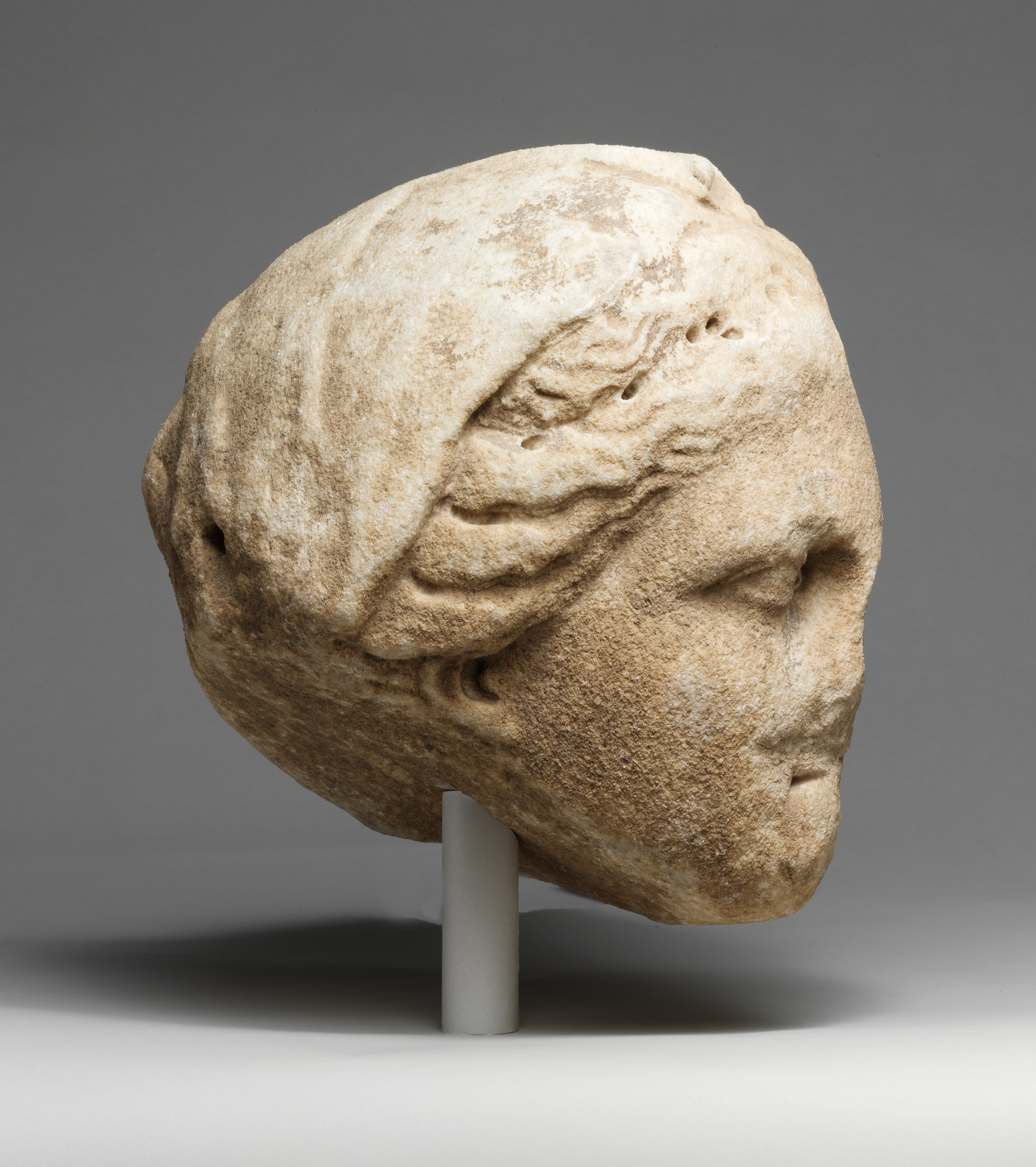
Tête en marbre d'une déesse voilée (IVe ou IIIe siècle av. J.-C.).
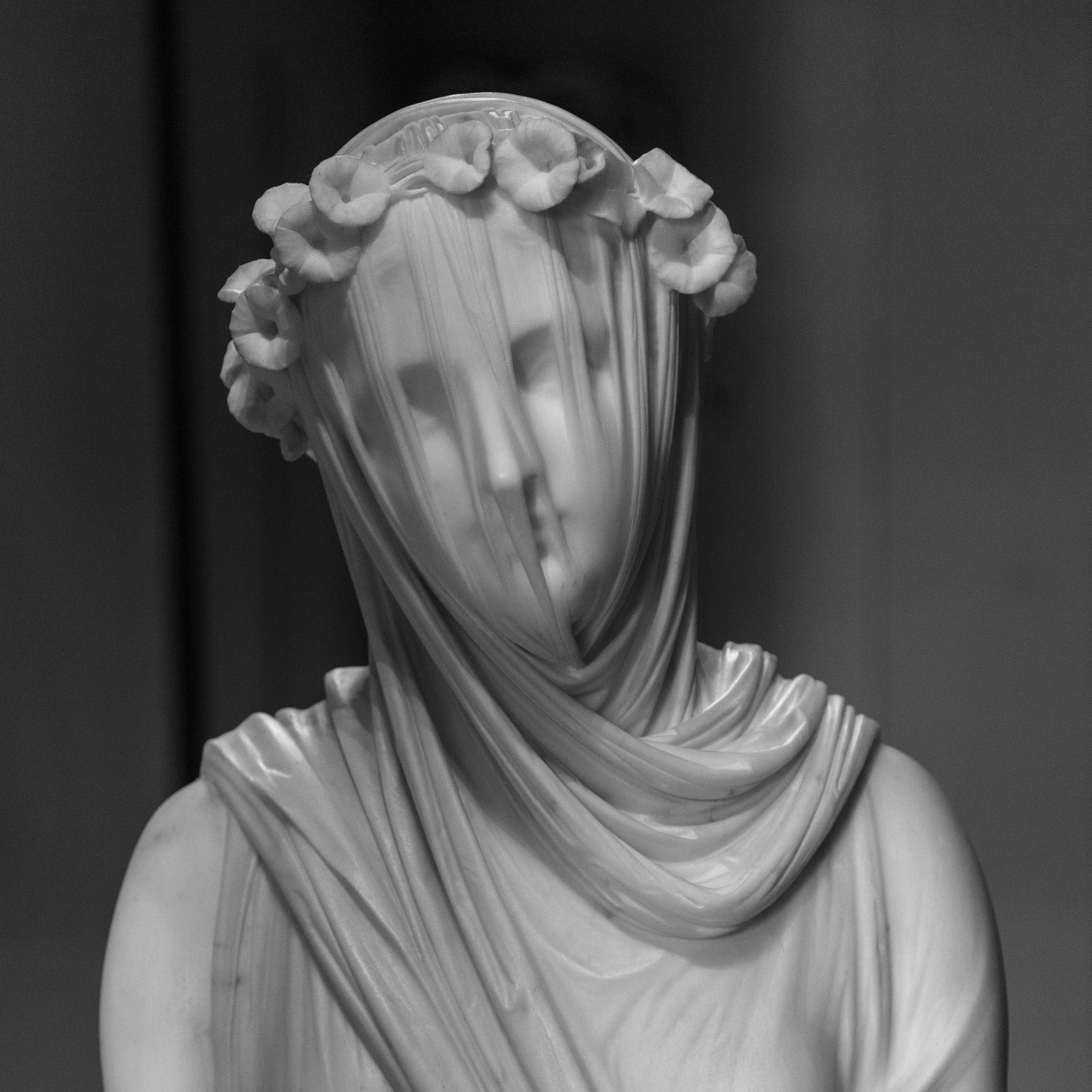
Vestale voilée, Raffaele Monti (1847).

## Dans la tradition religieuse

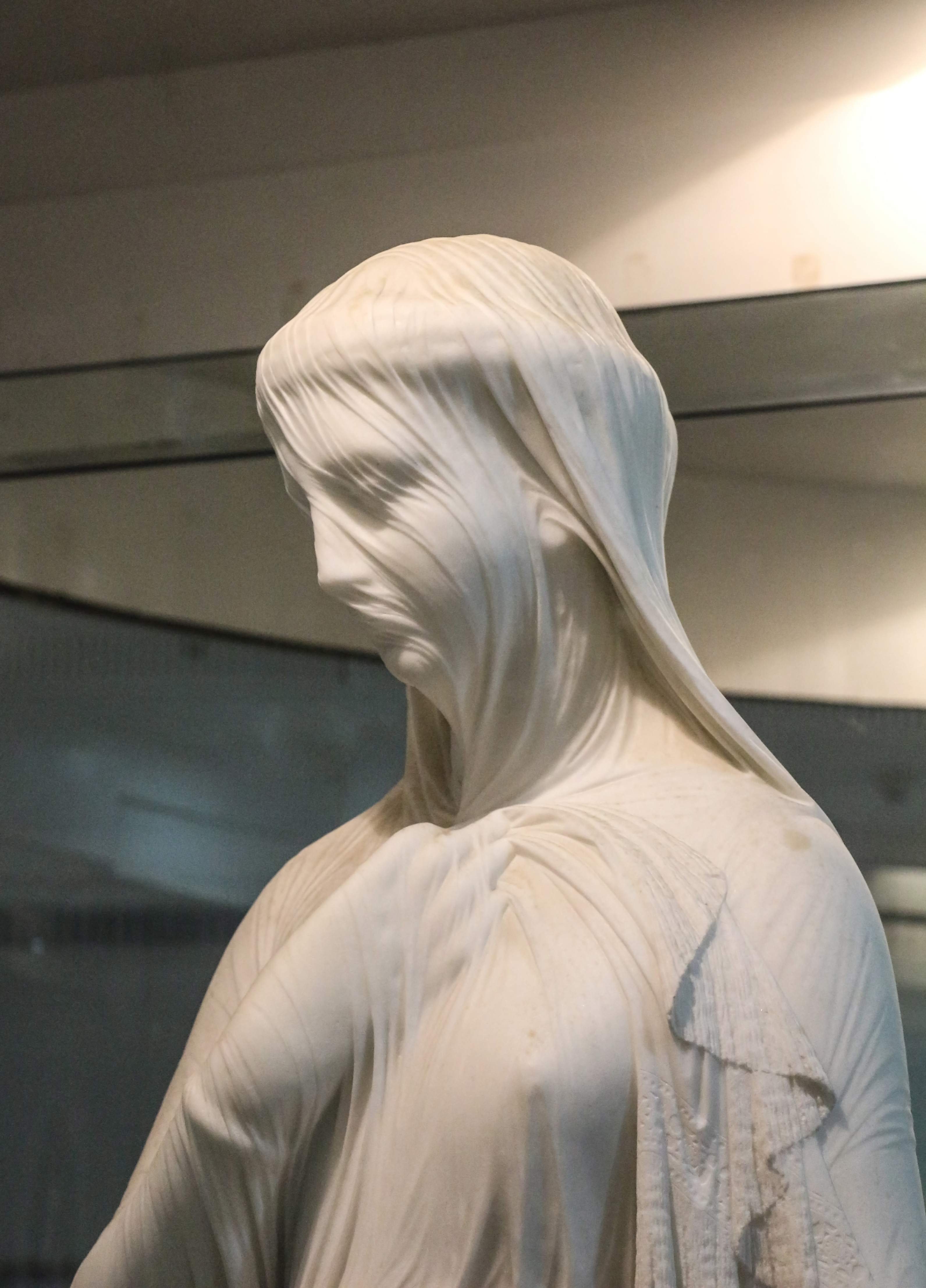
Rébecca voilée vue par G. M. Benzoni au XIXe s. (Salar Jung Museum, Hyderabad, Inde).

Les documents bibliques ne donnent pas d'indication homogène sur le port du voile par les femmes juives ; il faut attendre l'interprétation talmudique pour plus de précision.
Dans la Torah et l’Ancien Testament, les femmes israélites apparaissent souvent tête nue. Dans la Genèse 24:65, Rebecca « prit son voile et s'en couvrit » au moment où elle rencontre Isaac, son futur époux. Léa se couvre de son voile à l'approche d'un étranger. Le voile désignant dans la Bible celui qui couvre le visage selon certains spécialistes. Ainsi, il semble clair que les femmes des temps bibliques portaient le voile « au point que le futur marié ne savait pas qui il épousait, comme en témoigne l'épisode de Jacob qui, croyant épouser Rachel, se retrouve marié à Léa »,.
Le Cantique des cantiques glorifie la beauté d’une femme « derrière son voile ». Ce chant est une déclaration d’amour que l’on peut prendre de façon très littérale entre un fiancé et sa promise ou comme la déclaration symbolique de l'amour du Dieu d'Israël envers son peuple et ce voile, l’équivalent du parokhet (rideau couvrant l'Arche sainte dans les synagogues).

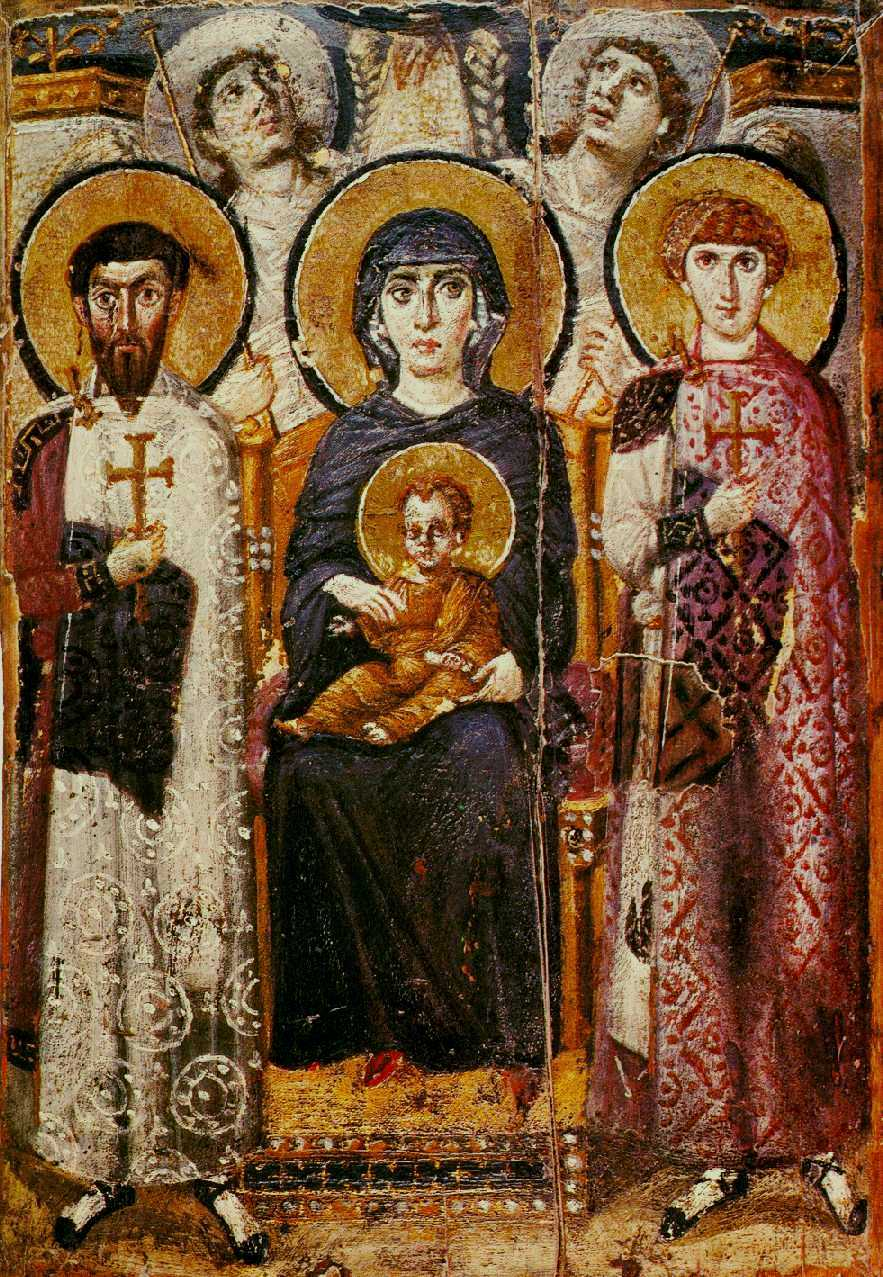
La Vierge à l’Enfant, icône byzantine du VIe siècle (monastère Sainte-Catherine du Sinaï).

Dans son Épitre aux Corinthiens, Paul de Tarse fait peut-être plus étalage de la tradition romaine dont il est pétri que de la tradition hébraïque dont il est issu quand il affirme qu'à la prière : « si une femme n’est pas voilée, qu’elle se coupe aussi les cheveux. S’il est honteux pour une femme d’avoir les cheveux coupés ou d’être rasée, qu’elle se voile. L’homme ne doit pas se couvrir la tête, puisqu’il est l’image et la gloire de Dieu, tandis que la femme est la gloire de l’homme. En effet, l’homme n’a pas été tiré de la femme, mais la femme a été tirée de l’homme ; et l’homme n’a pas été créé à cause de la femme, mais la femme a été créée à cause de l’homme. C’est pourquoi la femme, à cause des anges, doit avoir sur la tête une marque de l’autorité dont elle dépend. » Néanmoins, il dit un peu plus loin : « Pour la femme, la chevelure lui a été donnée en guise de voile. » Notons que le Romain Paul de Tarse prend une position opposée à la tradition hébraïque qui préconise, au moins pour les hommes, de porter le talit, un châle couvrant parfois la tête lors de la prière. Paul, juif marqué par la culture greco-romaine, estime que pour prophétiser et prier dans les assemblées, la femme doit se voiler la tête en signe de soumission à l'homme et à l'autorité dont elle dépend.
Tertullien, dans De virginibus velandis affine l’obligation paulinienne concernant les femmes voilées et l’étend aux jeunes filles nubiles afin qu’elles aussi gardent humblement le voile au cours des liturgies. Il s’oppose – déjà – aux tenantes de la « liberté »[Qui ?].
Cette obligation va s’imposer en Occident. Dans la tradition iconographique chrétienne, Marie (mère de Jésus) est par convention représentée portant un voile de couleur bleue. Madeleine, la « pécheresse », est pour sa part représentée tête nue. La prise de voile des nonnes est, dans ce contexte, le symbole de « noces mystiques » avec Dieu et signe leur entrée dans le clergé régulier.

### Dans les communautés juives

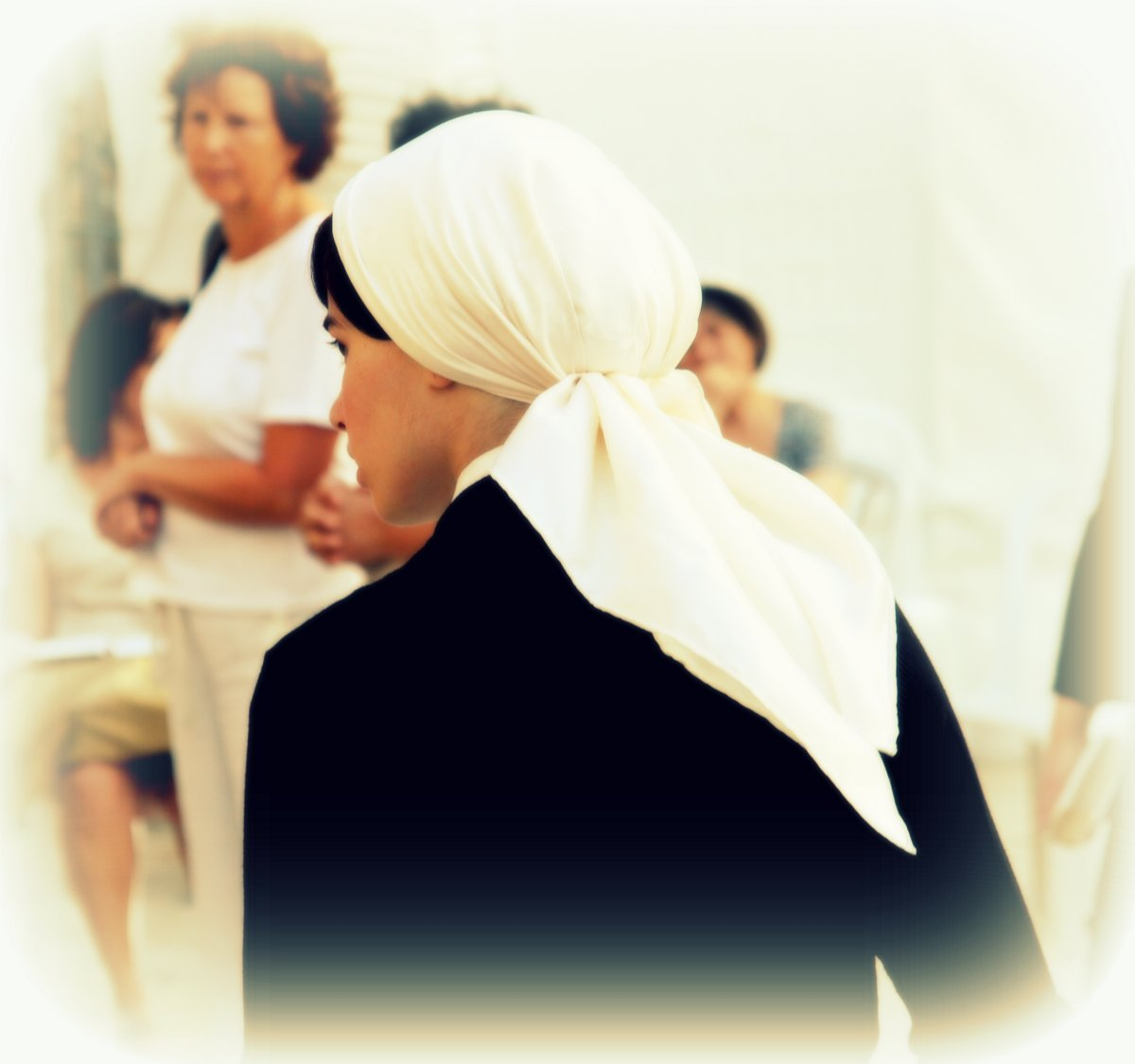
Jeune femme juive (mariée) à la tête couverte (Jérusalem).

A priori, la Torah ne fait pas obligation juridique du voile ou du foulard ; pour les femmes juives orthodoxes ou observantes, l’obligation écrite de se couvrir la tête est relativement tardive. Elle dérive des compilations du Sefer Ha Zohar (entre le IIe siècle et le XIIIe siècle) et de l’Orah Hayim (XIVe siècle) qui indique qu’une femme « doit avoir la tête couverte même quand elle se trouve chez elle » sous peine de malédiction, et inversement pour être bénie, : « il est honteux pour les filles d’Israël d’avoir la tête découverte. Une femme doit couvrir ses cheveux lorsqu’elle est en public. » Le Choul‘han ‘Aroukh précise même que « les cheveux de la femme sont comparables à la nudité ». Protéger cette intimité est l'un des principes de la tsniout (« modestie, pudeur ») dont l'interprétation appliquée est variable selon les communautés juives mais chez les orthodoxes, le seul impératif reste pour les femmes mariées (pas les jeunes filles) de couvrir leurs cheveux de quelque manière que ce soit,. Cela est considéré comme une segoula (action physique produisant des effets métaphysiques), une source de bénédiction,.
Le voile ou plutôt le foulard (tichel) n'a ainsi pas de signification religieuse mais est devenu de l'ordre de la tradition - l'important étant que l'on porte un couvre-chef pouvant être un chapeau, un bonnet voire une perruque (sheitel) parce qu’« un foulard peut être ôté plus facilement qu’une perruque » et aussi, parce qu'il « n'est pas interdit d'être belle »,. Ainsi, le Rabbi de Loubavitch insiste pour que les futurs mariés achètent « la plus belle perruque qu'on puisse trouver » (et même deux), quitte à la leur offrir.

### Dans les communautés chrétiennes

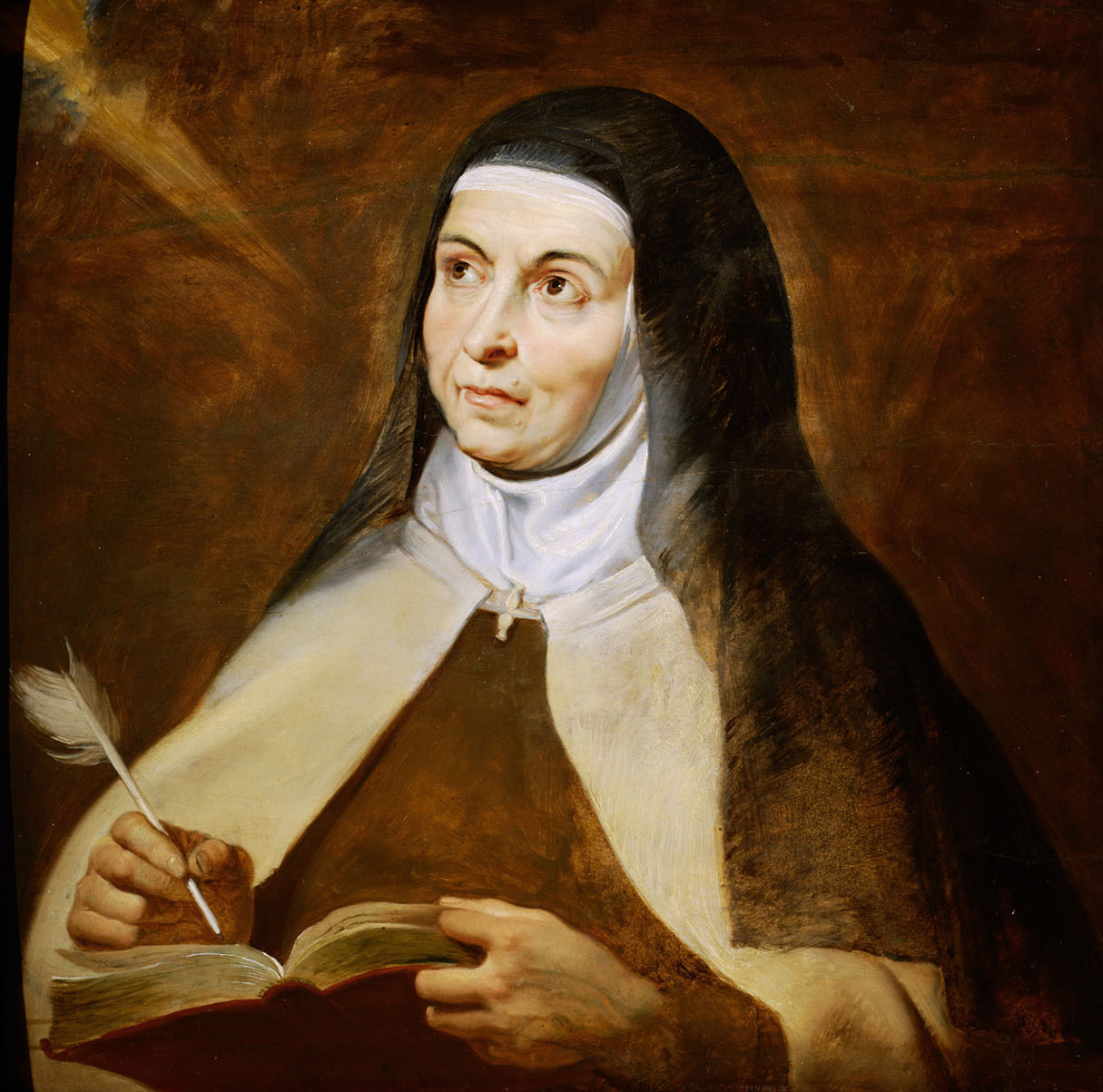
Moniale (Thérèse d'Avila) avec une guimpe blanche lui enserrant le visage et qui est recouverte d'un long voile noir (v. 1615).

Le voile dans les communautés juives et chrétiennes a une origine païenne sans - a priori - aucune justification religieuse, s'appuyant sur une convention méditerranéenne de préséance d'un sexe sur l'autre. La religion ne s'y mêle qu'indirectement en tant que garante de l'ordre social. Il existe probablement un lien entre la tradition romaine et le port du voile chez les chrétiennes qui désirent attester de leur conformité sociale auprès des païens. Une autre influence peut aussi exister entre les tenues des moniales orthodoxes et les tenues musulmanes, « de par la proximité des communautés de Jérusalem » à l’époque des croisades.
L'apôtre Paul de Tarse appelle les chrétiens de Corinthe à plaire, à se conformer aux Juifs et aux païens, ainsi qu'aux autres chrétiens. Il dit donc que les femmes n'ont pas à se couvrir la tête si elles ont les cheveux longs, sauf à la prière publique, ou si elles ont honte de leurs cheveux coupés ou tondus. Elles doivent se les tondre si elles ne mettent pas de voile à la prière publique : « toute femme qui prie ou qui prophétise sans avoir la tête voilée, déshonore son chef, car c'est la même chose que si elle était rasée. ». Elles doivent se voiler (physiquement ou symboliquement) par subordination à leur mari, aux hommes en général.

Vierge au voile, Raphaël (1500-1520).

La prise de l'habit monastique symbolise la consécration religieuse, avec notamment chez les moniales le rite liturgique de la « remise du voile » dont les premières traces apparaissent au IVe siècle. Cette cérémonie matérialise la soumission de la religieuse à l'Église comme la femme épousée à son mari. La variété des coiffes féminines semble liée au nombre croissant de congrégations religieuses et la diversité des costumes régionaux dont elles s'inspirent souvent.
Le code de droit canonique catholique de 1917 impose que les femmes doivent être séparées des hommes dans les églises et qu'elles doivent y avoir la « tête couverte » et « être vêtues modestement, surtout quand elles s'approchent de la table du Seigneur ».

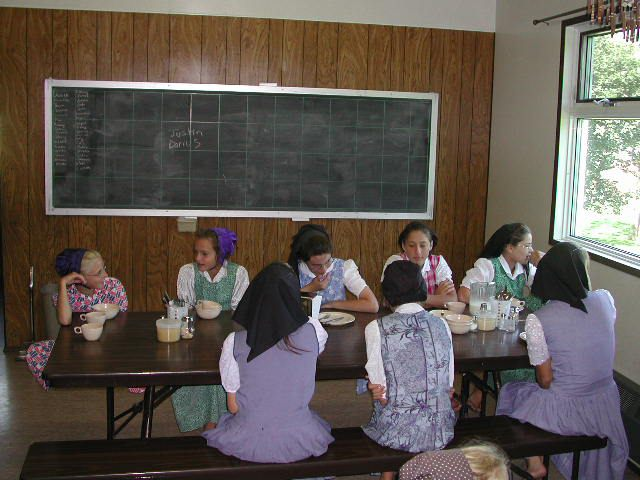
Hutterites chrétiennes têtes couvertes (États-Unis).

En Europe occidentale, les femmes se couvrent la tête dans les églises jusqu'au milieu du XXe siècle : entre le pontificat de Pie XII et le Concile Vatican II, le Saint-Siège prenant acte de la perte de pouvoir de l'église catholique dans la société civile[réf. nécessaire], accorde une plus grande liberté de choix. Les chrétiennes de rite oriental observent toujours cette obligation et la mantille est encore en usage parmi certaines catholiques traditionalistes.
Sans porter de voile, des femmes de certaines communautés chrétiennes couvrent leurs cheveux du regard extérieur à la manière des femmes juives orthodoxes, telles celles anabaptistes des Amish, des Brethrens, des Hutterites ou des Mennonites, outre celles des cercles chrétiens se disant « Torah-observants ».

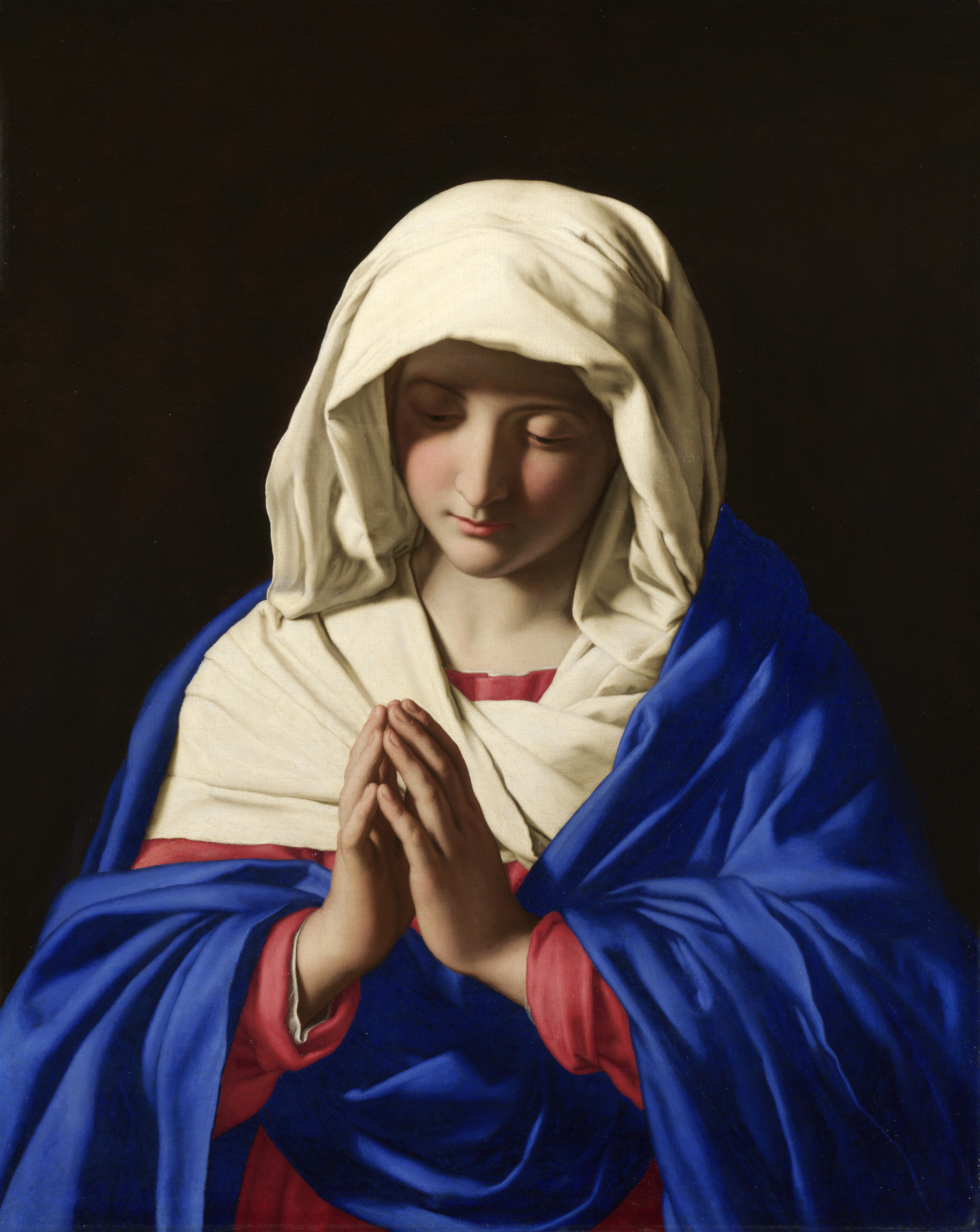
La Vierge en prière, Giovanni Battista Salvi (v. 1645).
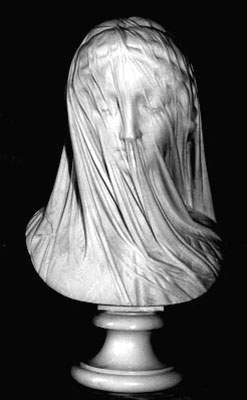
Vierge voilée, Giovanni Strazza (XIXe).
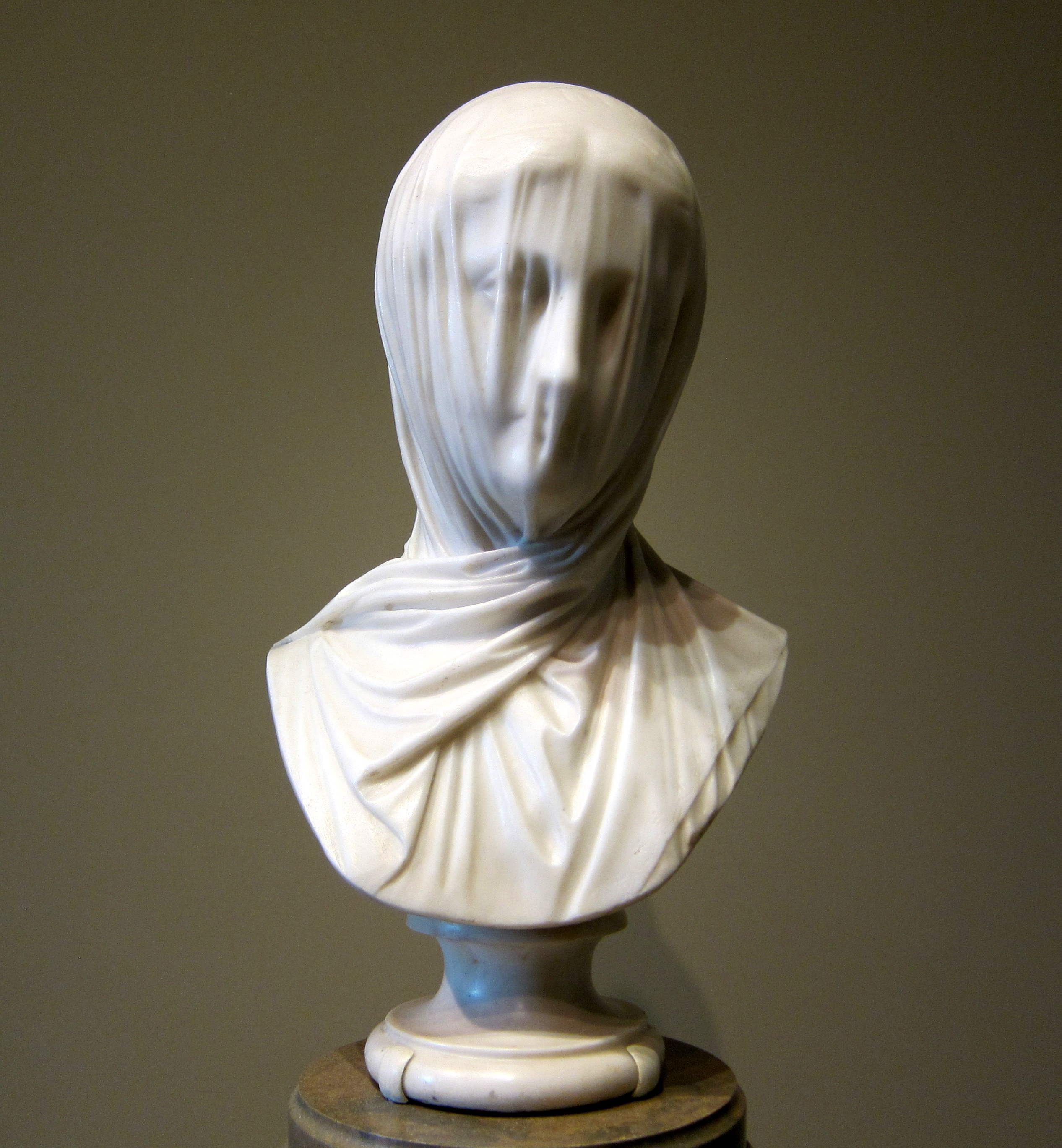
La nonne voilée, marbre italien (v. 1863).
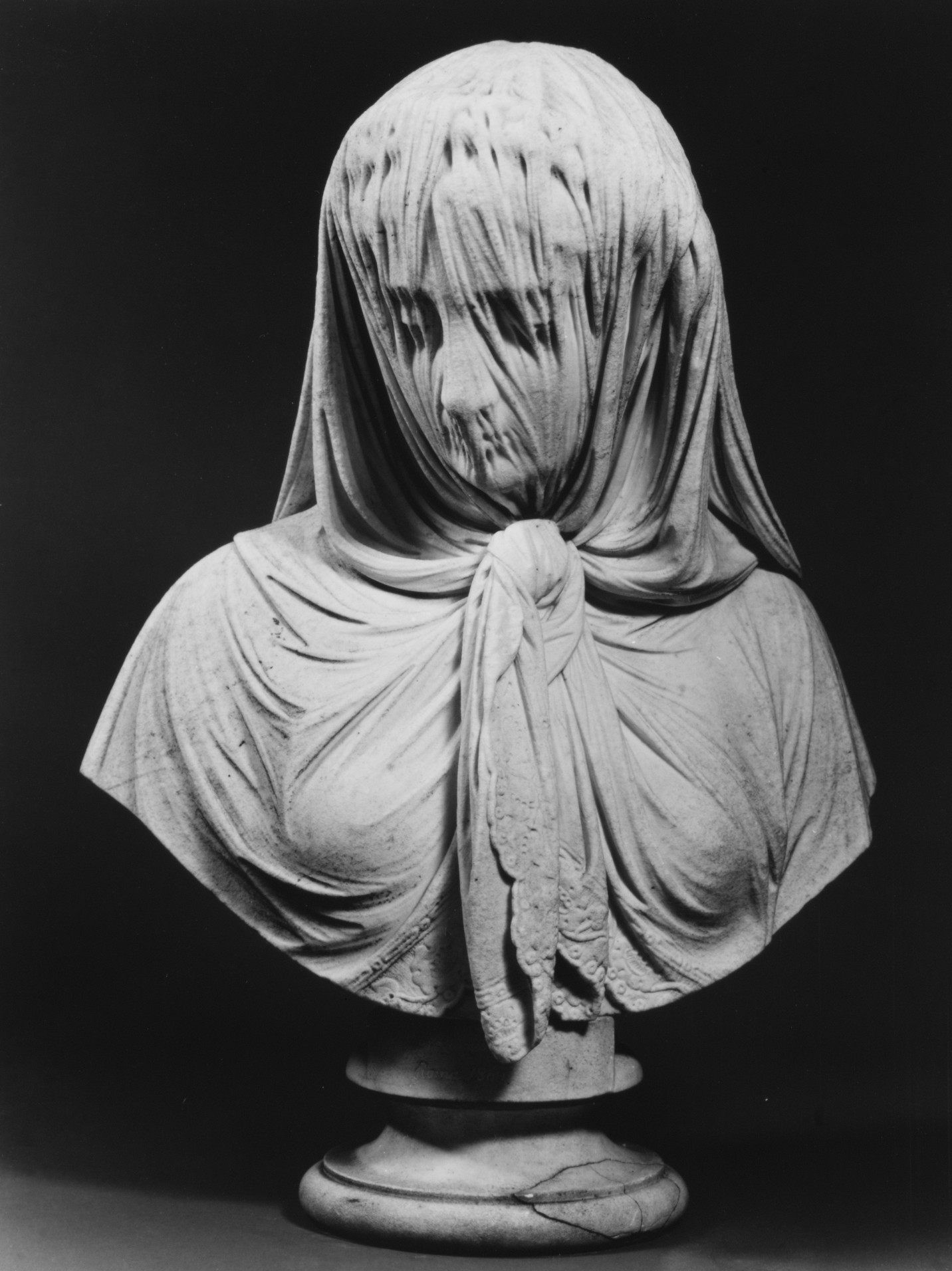
Femme voilée, Battista Lombardi (1869).
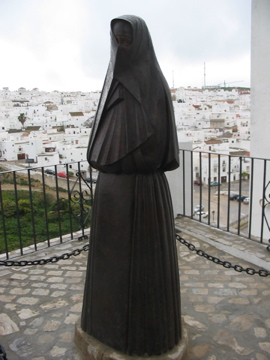
Statue d'une femme voilée, Vejer de la Frontera, Espagne.

### Dans la tradition musulmane

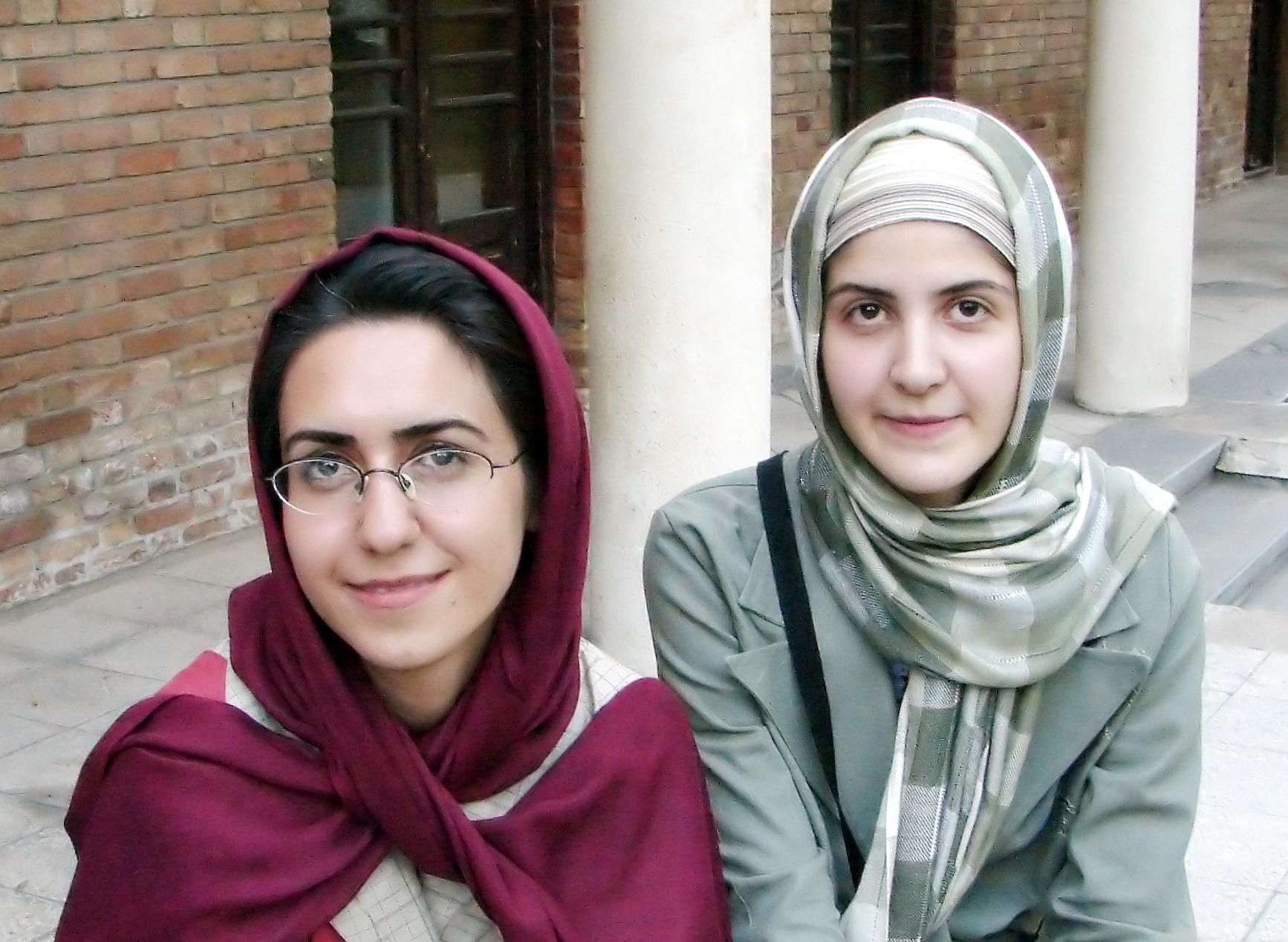
Deux jeunes filles iraniennes portant le voile.

Selon une interprétation, la femme musulmane n'est pas censée se couvrir à son domicile en présence de ses « mahrams », c'est-à-dire tout homme avec lequel il lui est interdit de se marier, faisant partie du cercle incestueux établi religieusement. La liste des mahrams face auxquels la musulmane n'est pas obligée de porter le voile est détaillée au verset 31 de la sourate an-Nour (« de la Lumière ») dans le Coran (voir infra).
L’article consacré au hijab détaille sans qu’il soit besoin d’y revenir ici, les composantes religieuses et/ou coutumières de cet habitus dont existent de nombreuses variantes locales : le tchador dans le monde persan, le niqab dans le monde bédouin, le sefseri tunisien, la burqa ou le tchadri afghan relatif au purdah.
Le voile couvrant les cheveux des femmes correspond à une tradition proche-orientale mentionnée dès le premier millénaire av. J.C et servant à distinguer les femmes libres des esclaves. Dans la tablette A 40 des lois assyriennes du roi Teglath-Phalasar Ier vers 1000 av. J.-C., il est interdit aux esclaves et prostituées. 
Les historiens s'accordent en revanche sur la fonction du voile, plus tard, au moment de la diffusion de l'islam ; cette étoffe portée sur les cheveux avait toujours pour vocation de distinguer les femmes esclaves des femmes libres. Aux premiers temps de l'islam, dans la ville de Médine, il était ainsi recommandé aux femmes de le porter lorsqu'elles sortaient du domicile, la nuit, pour faire leurs besoins dans la rue — comme c'était l'usage à cette époque — afin que les hommes ne les confondent pas avec des esclaves dont ils pouvaient librement abuser. Cette origine, étroitement liée à l'esclavage dans les sociétés anciennes, n'est en général pas mentionnée par les partisans du voile dans les sociétés contemporaines, dans lesquelles cette raison d'être historique, avec l'esclavage, ont disparu.
Bien que la façon de le porter soit contestée au sein même de l'islam, le port du voile pour la jeune fille et la femme est traditionnellement considéré comme obligatoire ; les différentes écoles des deux principaux mouvements (chiites et sunnites) sont majoritairement d'accord sur cette question concernant les femmes car l'obligation de porter le voile est de source divine, mentionnée dans le Coran à deux reprises :

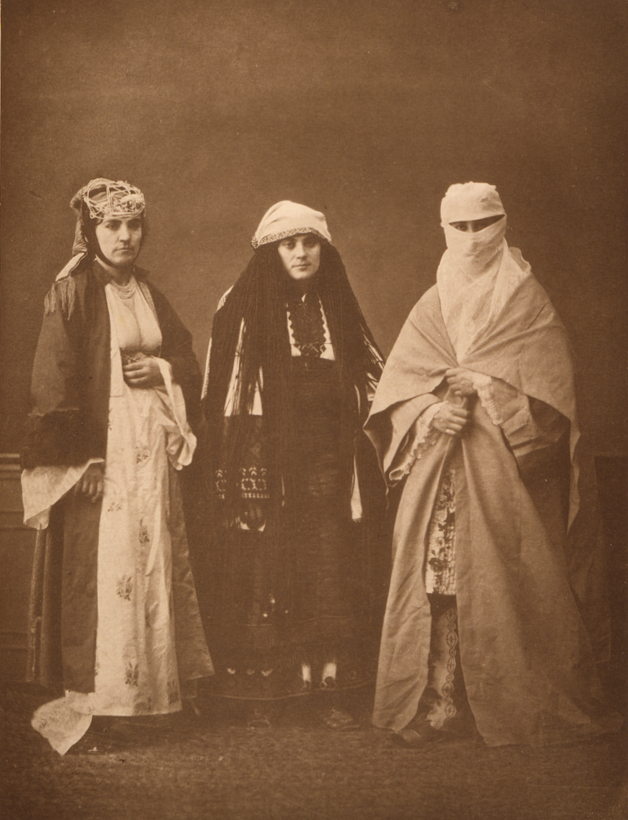
Costumes féminins portés dans l'empire ottoman musulman. De gauche à droite : femme bulgare (Prilep), femme juive mariée (Salonique) et femme musulmane mariée (Salonique) (1873).

Dans le chapitre 24 du Coran, sourate an-Nour, verset 31 : 
« Dis aux croyants de baisser leurs regards et de garder leur chasteté, c'est plus pur pour eux, Allah est, certes, parfaitement Connaisseur de ce qu'ils font (30) Et dis aux croyantes de baisser leurs regards, de garder leur chasteté et de ne montrer de leurs atours que ce qui en paraît et qu'elles rabattent leur voile sur leurs poitrines et qu'elles ne montrent leurs atours qu'à leurs maris, ou à leurs pères, ou aux pères de leurs maris, ou à leurs fils, ou aux fils de leurs maris, ou à leurs frères, ou aux fils de leurs frères, ou aux fils de leurs sœurs, ou aux femmes musulmanes, ou aux esclaves qu'elles possèdent, ou aux domestiques mâles impuissants, ou aux garçons impubères qui ignorent tout des parties cachées des femmes. Et qu'elles ne frappent pas avec leurs pieds de façon que l'on sache ce qu'elles cachent de leurs parures. Et repentez vous tous devant Allah, ô croyants, afin que vous récoltiez le succès. » 
Le mot arabe employé est khimâr, qui désigne plutôt un « fichu », le mot « foulard » étant trop « moderne » pour l'époque. L'injonction s'adressait aux femmes qui, selon les habitudes bédouines, portaient des étoffes nouées et flottantes.  

Dans le chapitre 33, chapitre « Les coalisés », sourate Al'ahzèb, verset 59 :  
« Ô prophète ! Dis à tes épouses, à tes filles et aux femmes des croyants, de ramener sur elles leurs grands voiles : Elles en seront plus vite reconnues et éviteront d'être offensées. Allah est Pardonneur et Miséricordieux. » 
La question serait de savoir de quel type de « voile » il s'agit. Les soufis (les mystiques de l'islam) pensent qu'il s'agit du « voile de la pudeur » qui vient du cœur et ne suppose pas une pièce d'étoffe particulière. La question n'est pas tranchée mais le Coran n'en dit pas davantage. Des interprétations très différentes de ces mêmes versets ont été produites selon les lieux, les sensibilités et les époques. Cependant, le Coran étant considéré par les musulmans comme la révélation divine, représente la première source de loi et de commandement en islam, suivie par la tradition prophétique transmise oralement ou par écrit. C'est ainsi, la source de l'obligation de porter le voile en islam.

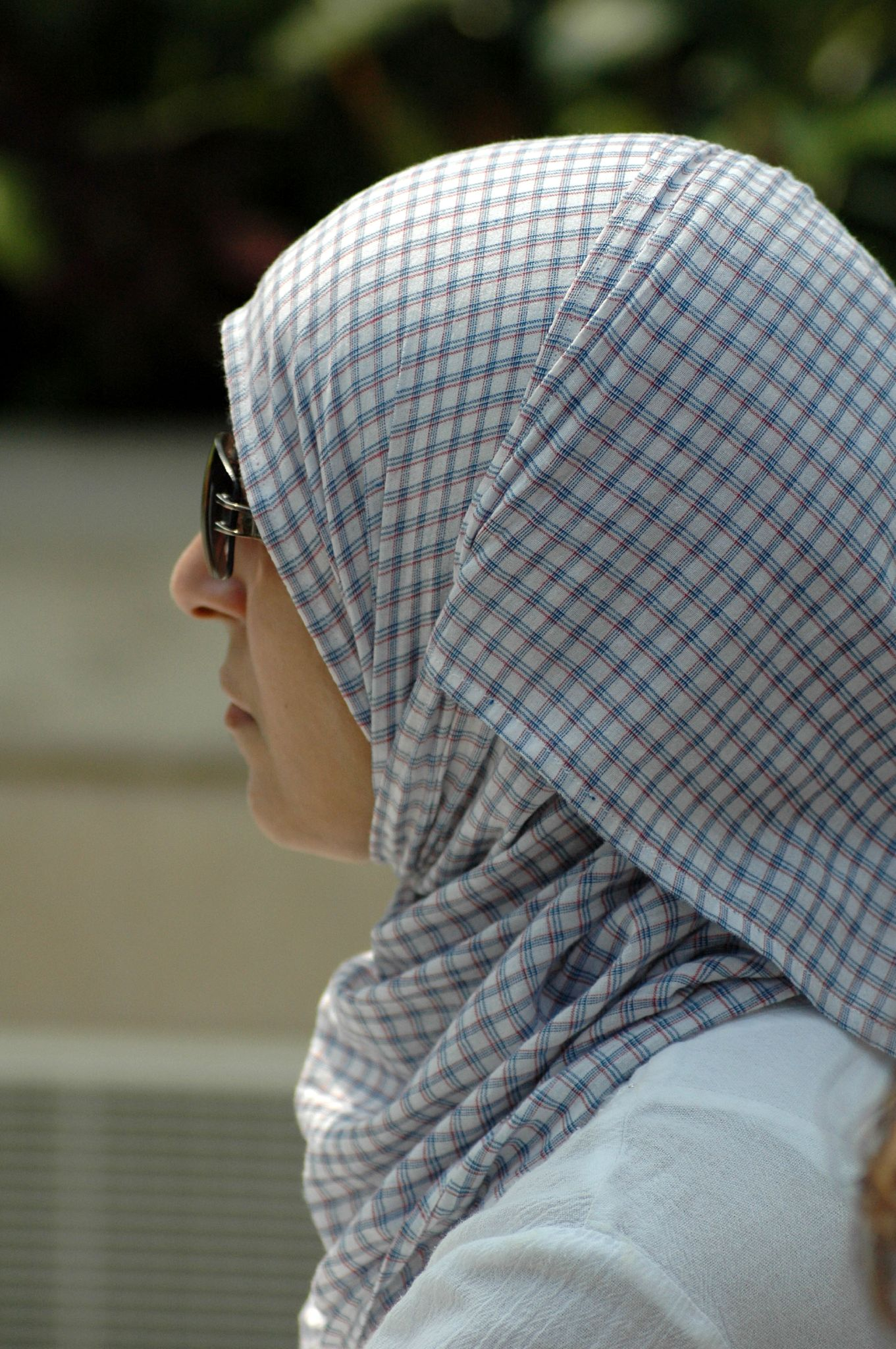
Femme voilée du hijab à Liverpool (Grande Bretagne), en 2006.

Une communauté naissante de musulmans s'abstient de cette obligation du port du voile et la nie car elle ne découle que d'une seule interprétation des textes cités ci-dessus ; d'autres l'appliquent sans plus et sans aucune contrainte vestimentaire, ayant pour argument l'absence d'uniforme en islam mais l'existence uniquement de conditions pour la femme, en effet, son vêtement ne doit pas être moulant, transparent ou être ostentatoire dans le sens où il attirerait le regard, le but du voile étant, entre autres, la sobriété et la neutralité en société[pas clair]. D'autres plus « orthodoxes » préfèrent appliquer l'obligation dans l'aspect le plus poussé, vêtement très ample, couleur sombre et dans certains cas tout le corps est dissimulé au regard y compris le visage.
La différence d'application est donc liée en partie au niveau de pratique mais aussi au courant d'exégèse voire politique des textes, suivi par la personne en question.
Toutefois, si les interprétations traditionnelles tendent à vouloir obliger la femme à porter le voile, des musulmans historiens de l'islam tels que Malek Chebel notent qu'aucun texte sacré pour les musulmans ne parle de ce genre de voile.
On peut d'ailleurs vérifier dans les extraits mentionnés plus haut que seule une interprétation subjective permet d'en déduire l"obligation de porter un voile sur la tête, mais que ces extraits n'en font pas explicitement mention.
Le voile a une origine pré-islamique, et certains peuvent lui reprocher son côté sexiste, seules les femmes ayant, selon ces traditions, l'obligation de le porter - alors que, bien évidemment, hommes comme femmes possèdent une chevelure.
Mustafa Kemal Atatürk a interdit le port du voile en 1924 en Turquie, : « Mais pourquoi nos femmes s'affublent-elles encore d'un voile pour se masquer le visage, et se détournent-elles à la vue d'un homme ? Cela est-il digne d'un peuple civilisé ? Camarades, nos femmes ne sont-elles pas des êtres humains, doués de raison comme nous ? Qu'elles montrent leur face sans crainte, et que leurs yeux n'aient pas peur de regarder le monde ! Une nation avide de progrès ne saurait ignorer la moitié de son peuple ! ». Le souverain Réza-Shah, le 8 janvier 1936, interdit à son tour le port du voile en Iran. Depuis les années 1980-1990, les législations occidentales s'essayent à réguler son port.
Les voiles noirs contemporains qu’on trouve désormais de l'Orient à l'Occident sont un uniforme relativement nouveau qui appartient à la modernité de l’islam, dérivé de l’islamisme, dont l'impulsion naît dans la révolution iranienne de 1979 pour se diffuser depuis sur toute la planète

## Voile dans le mariage

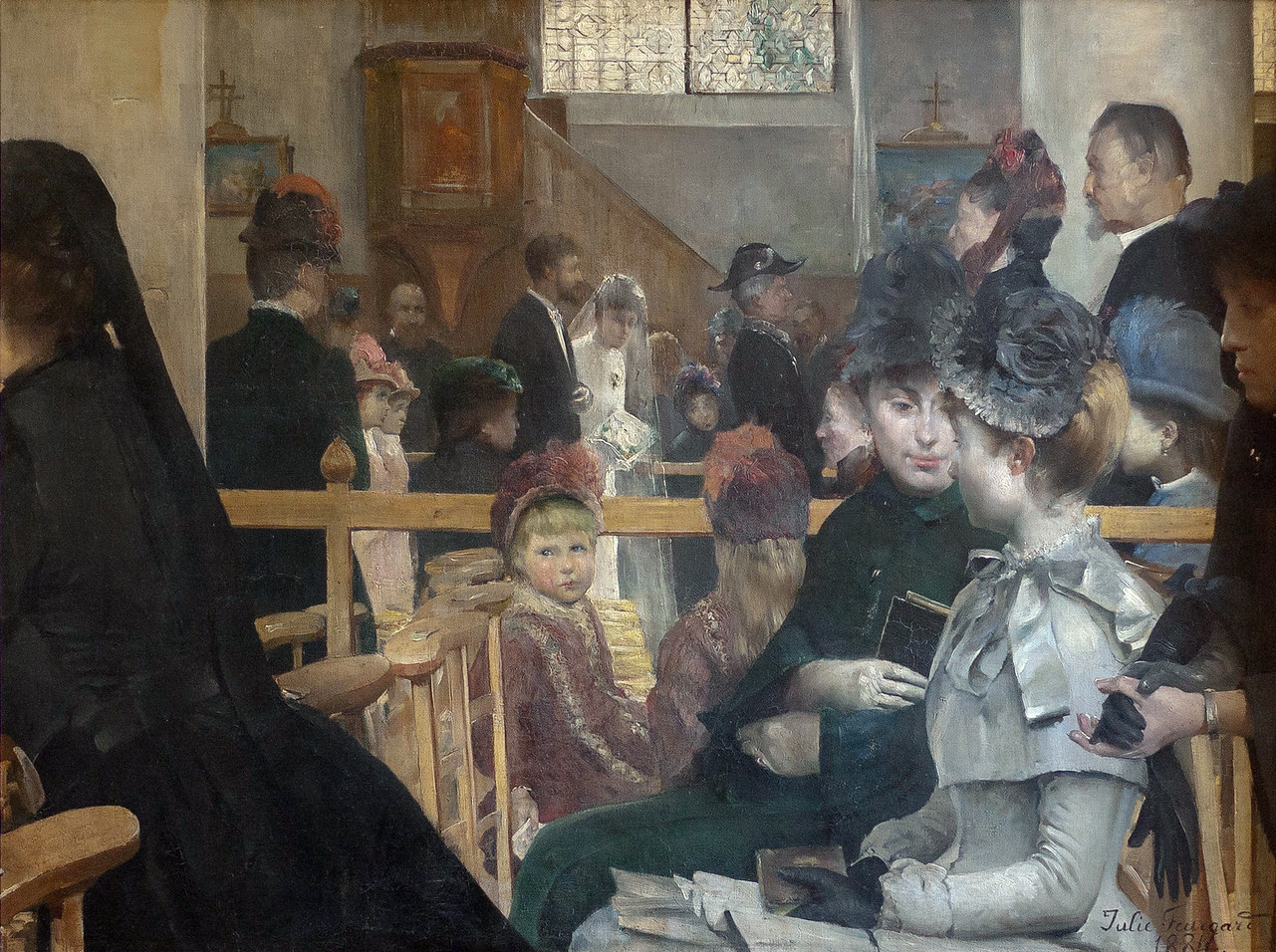
Voile blanc transparent jusqu'au sol et toutes les filles et femmes tête couverte, Le Mariage, Julie Delance-Feurgard (1884).

En Europe, lors du mariage religieux, la mariée peut revêtir un voile de tulle sur la tête, pas nécessairement blanc par exemple, mais aussi transparent, notamment dans le mariage catholique. À ce titre et d'après l'interprétation que Rosine Lambin, docteur en Sciences des Religions à la Sorbonne, fait des textes de Paul de Tarse, le voile de la mariée chrétienne est, comme celui des religieuses, un voile de sacrifice impliquant aussi la soumission de la femme à son époux. 
Dans d'autres religions, le voile de la mariée est également porté, sans qu'il soit nécessairement blanc. Ainsi, en Chine où le blanc est la couleur du deuil, le voile peut être de la même couleur que la robe, rouge notamment, couleur du pouvoir dans la tradition chinoise.

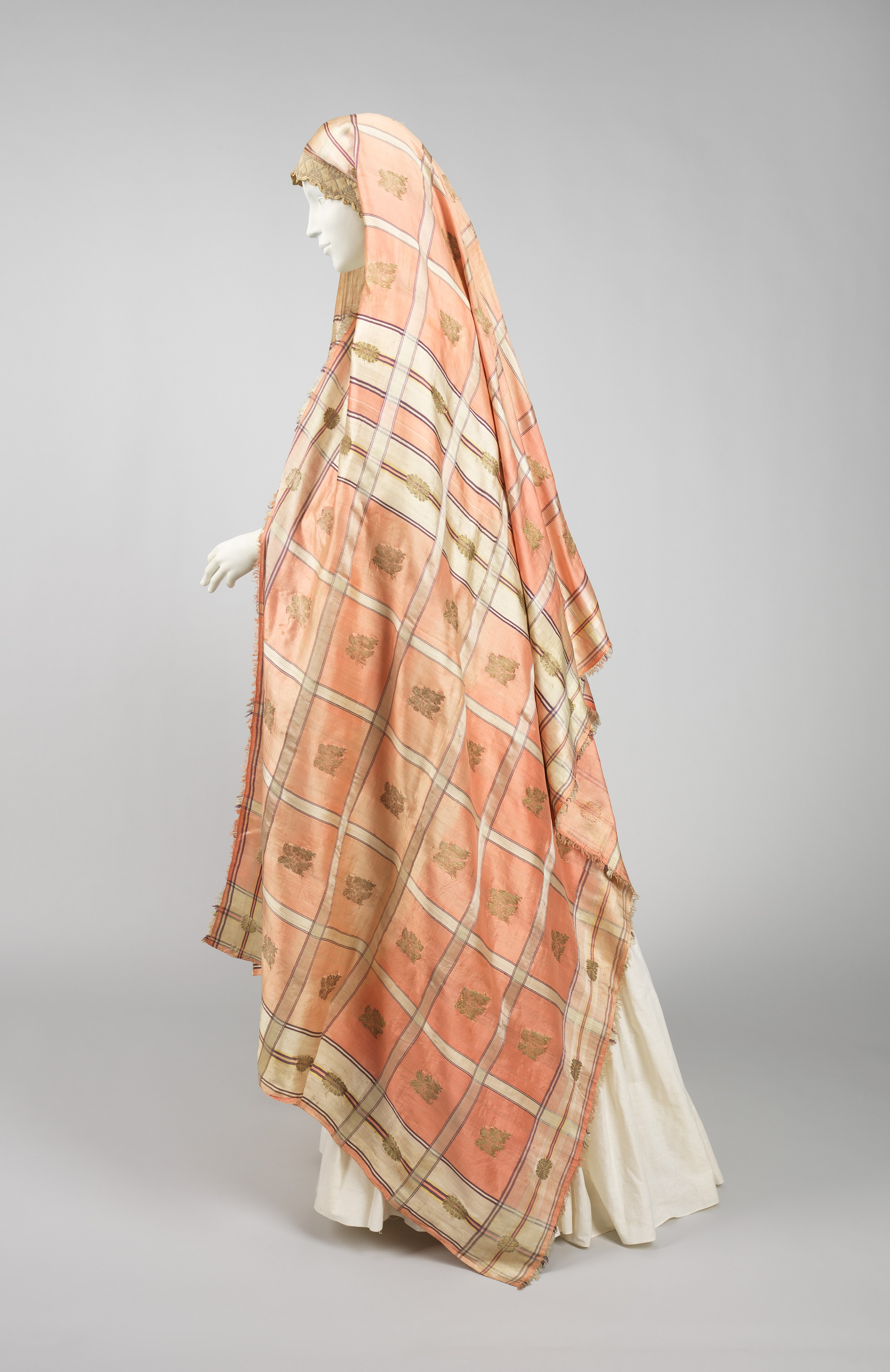
Voile de mariée russe (début XIXe).
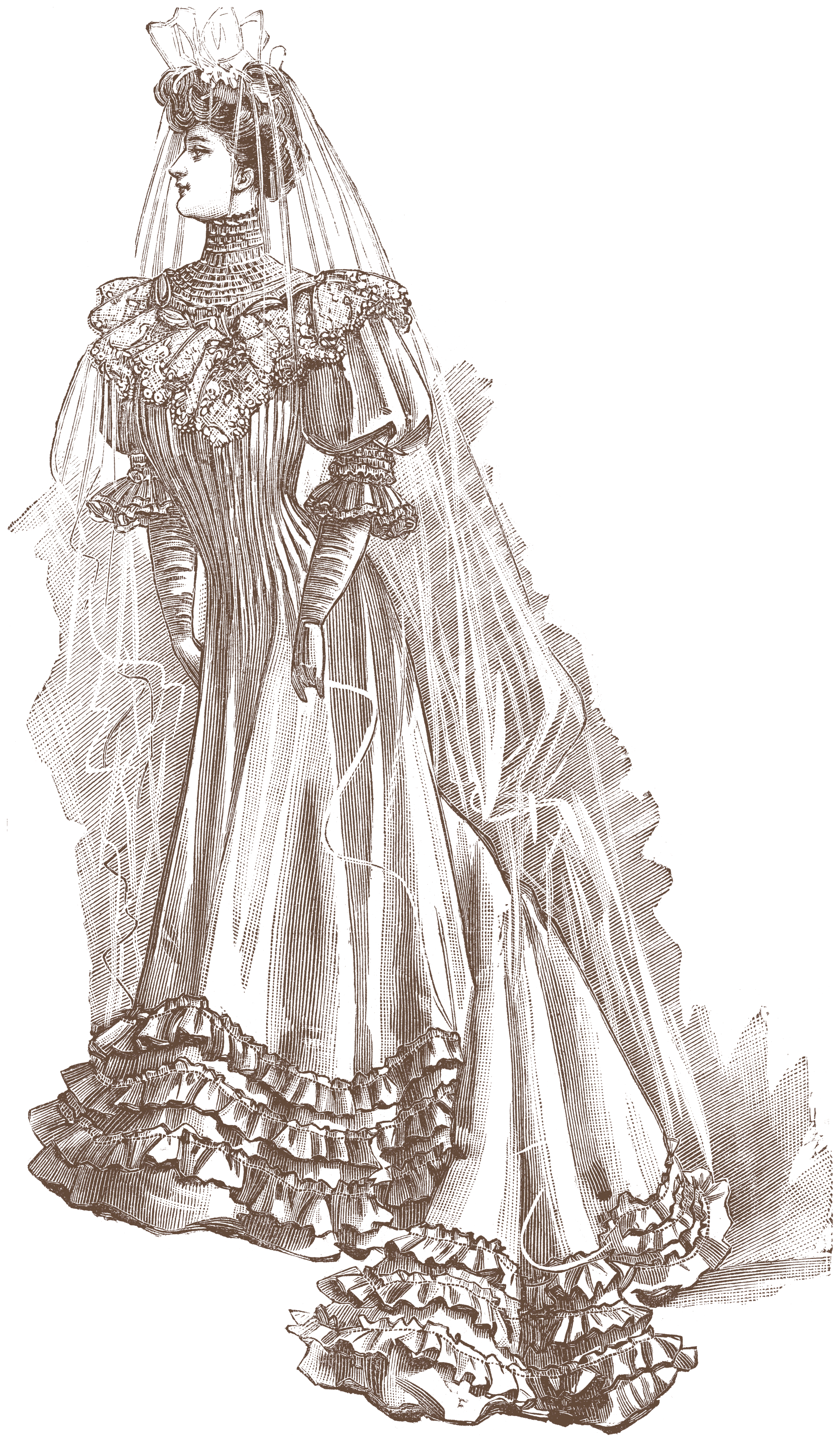
Tenue de mariée avec un long voile en mousseline transparente (1906).
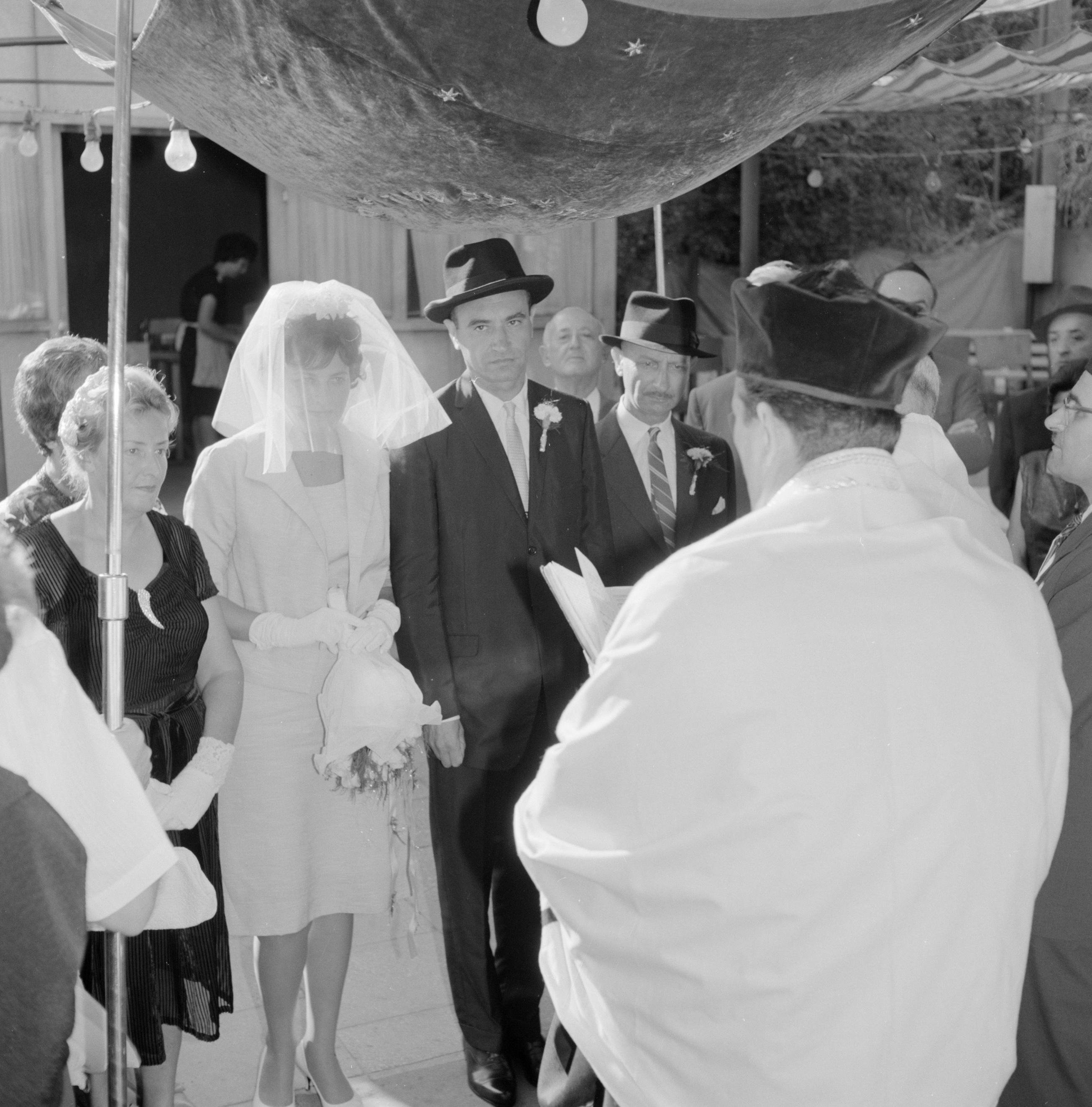
Mariage juif traditionnel sous le dais nuptial, Tel Aviv (Israël) (1964).
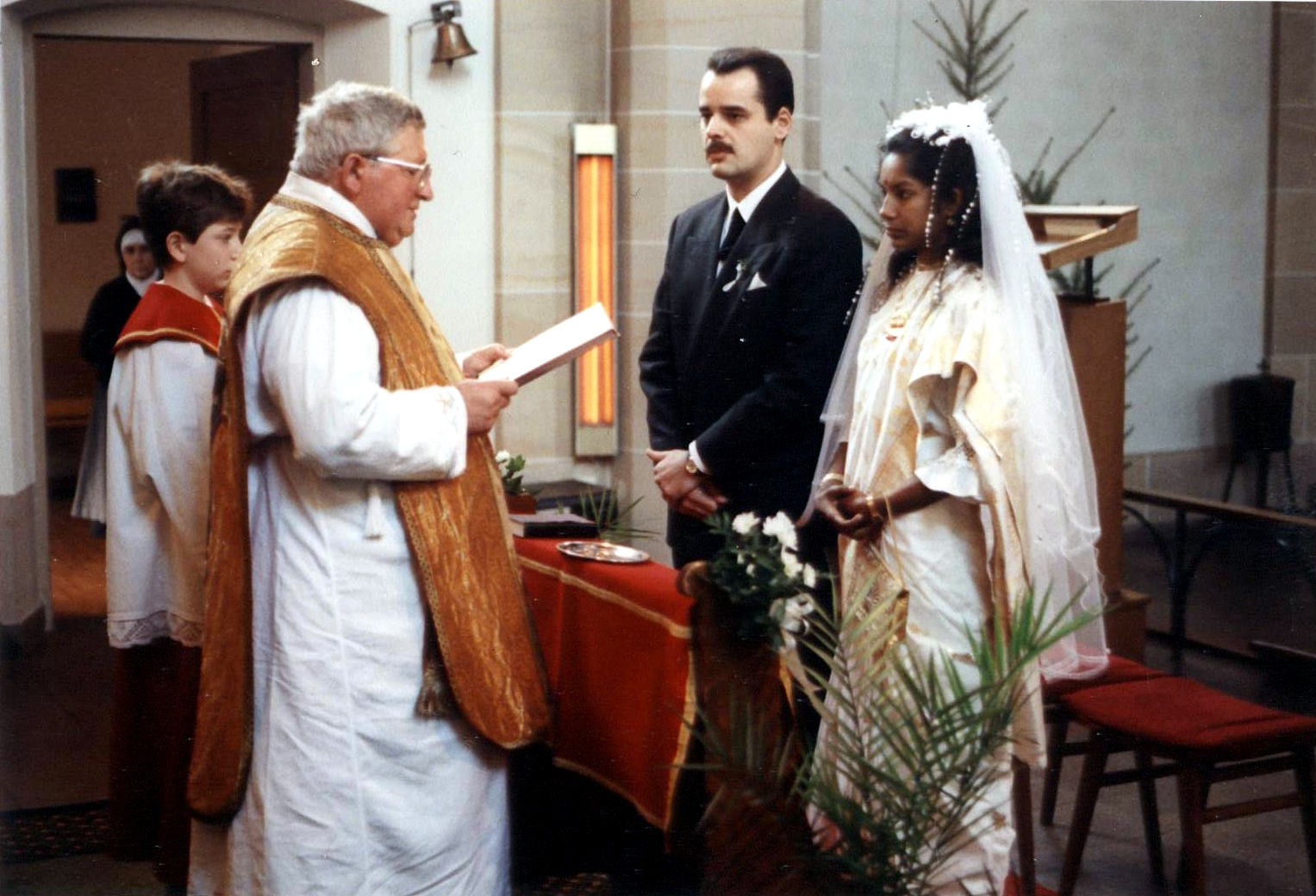
Mariage catholique en Allemagne (1990).
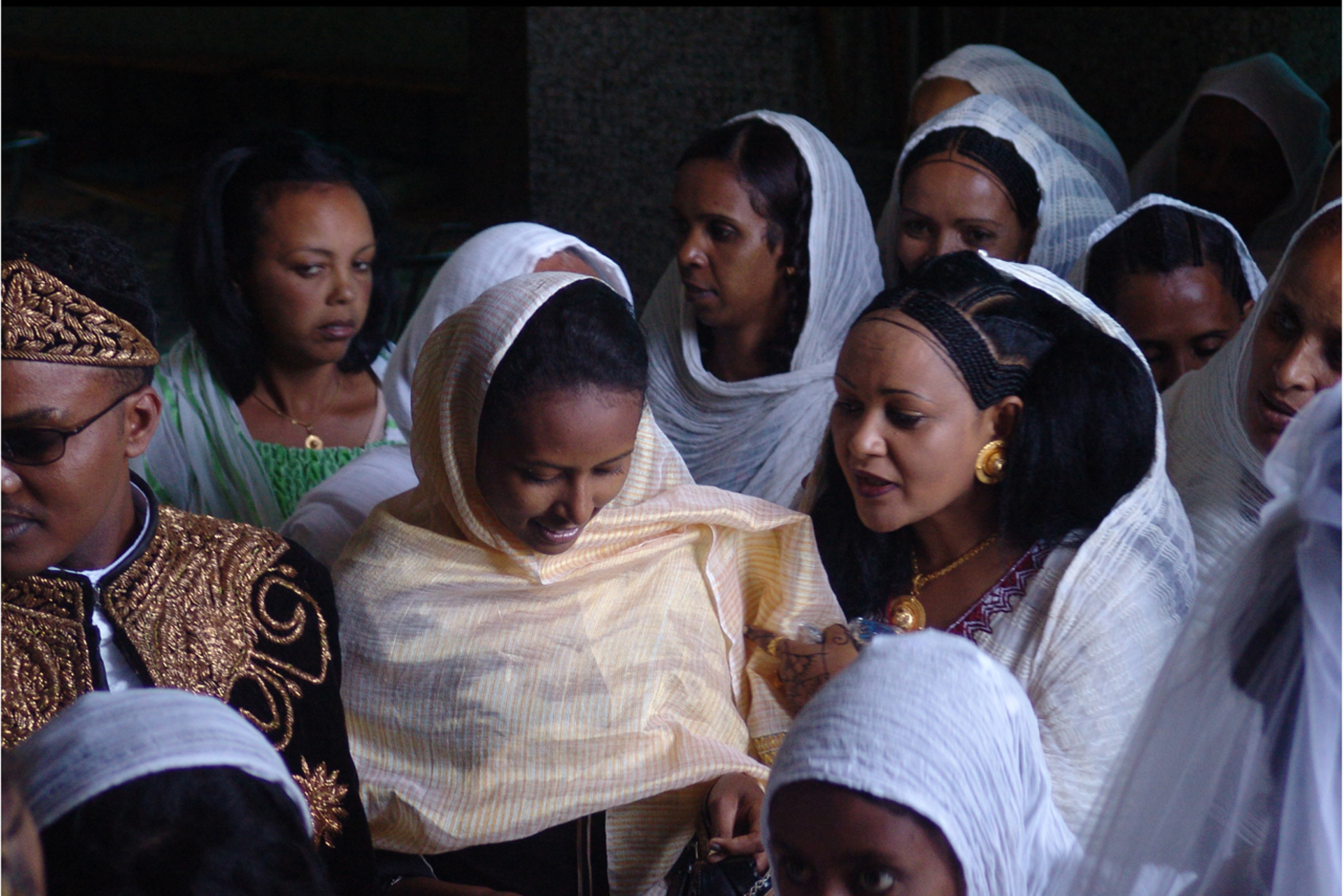
Mariage en Érythrée (2005).
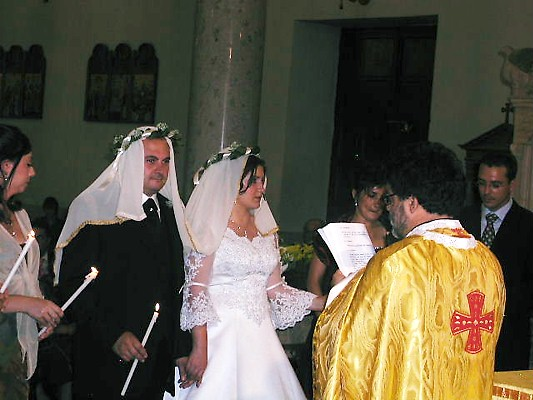
Mariage Arbëresh suivant le rite de l'Église catholique byzantine grecque (2007).
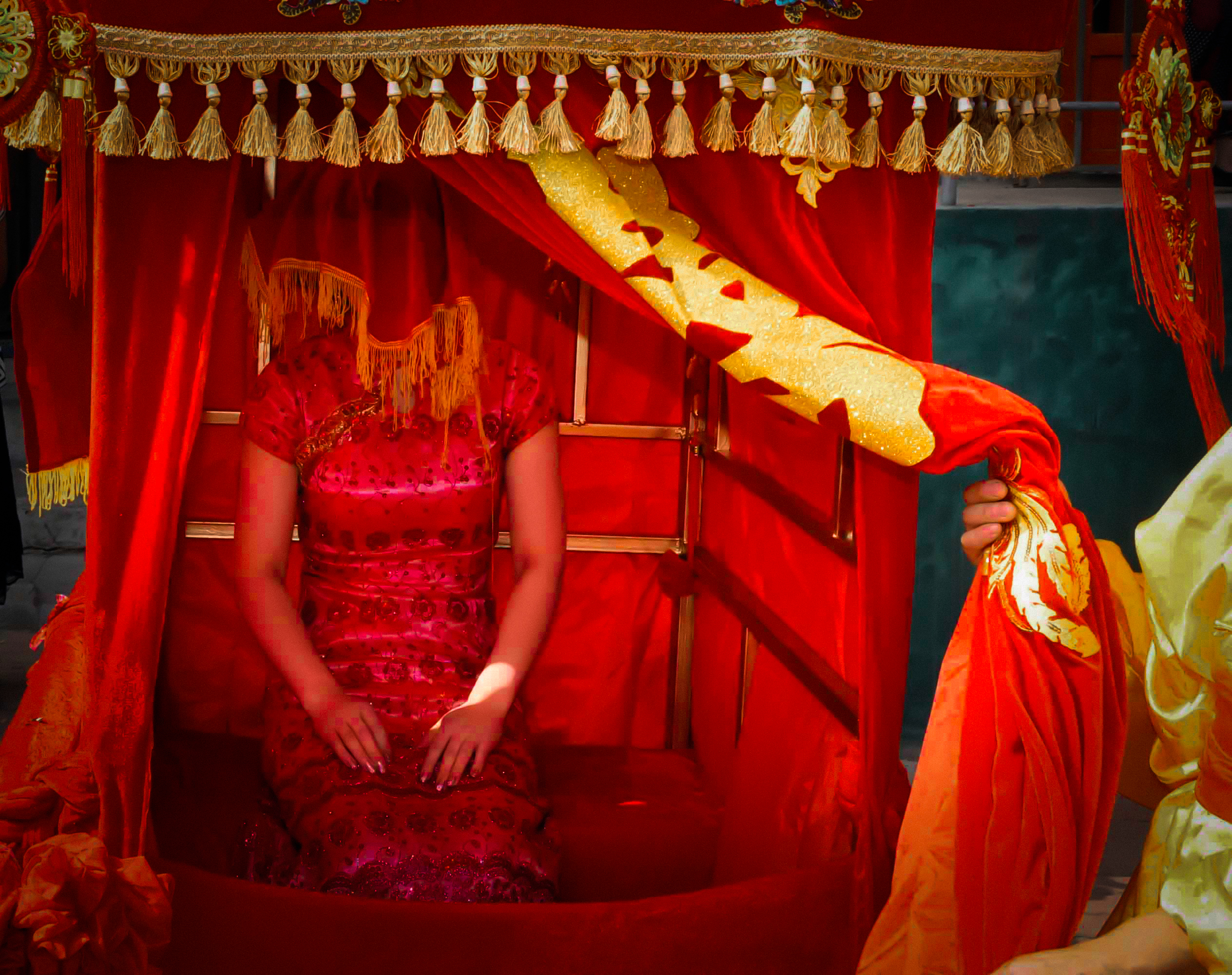
Voile opaque rouge traditionnel recouvrant le visage d'une mariée chinoise (2009).
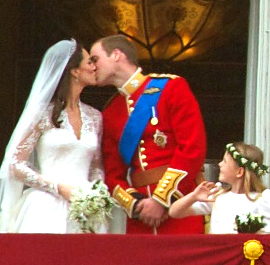
Mariage princier, Grande Bretagne (2011).
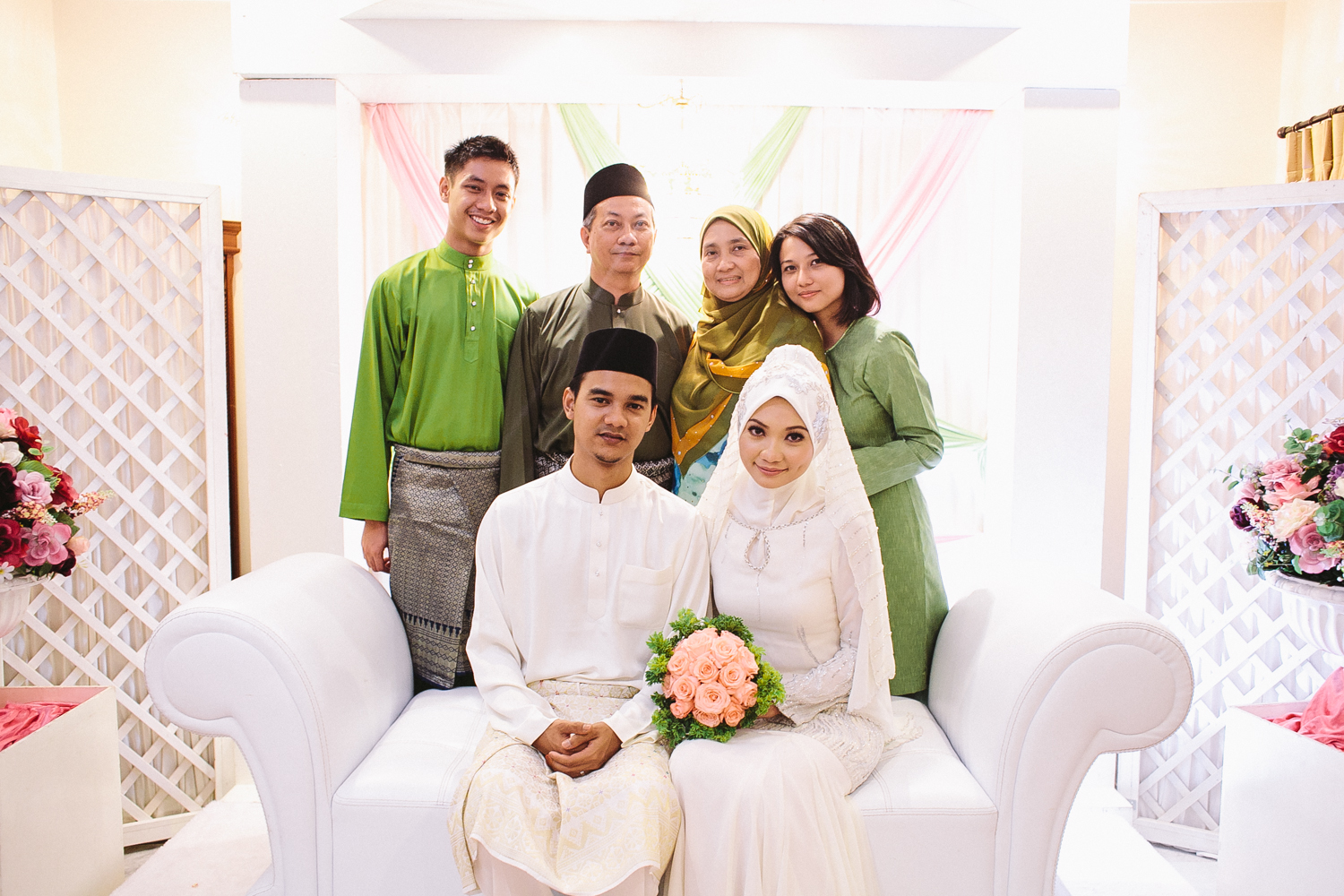
Mariage musulman (2013).
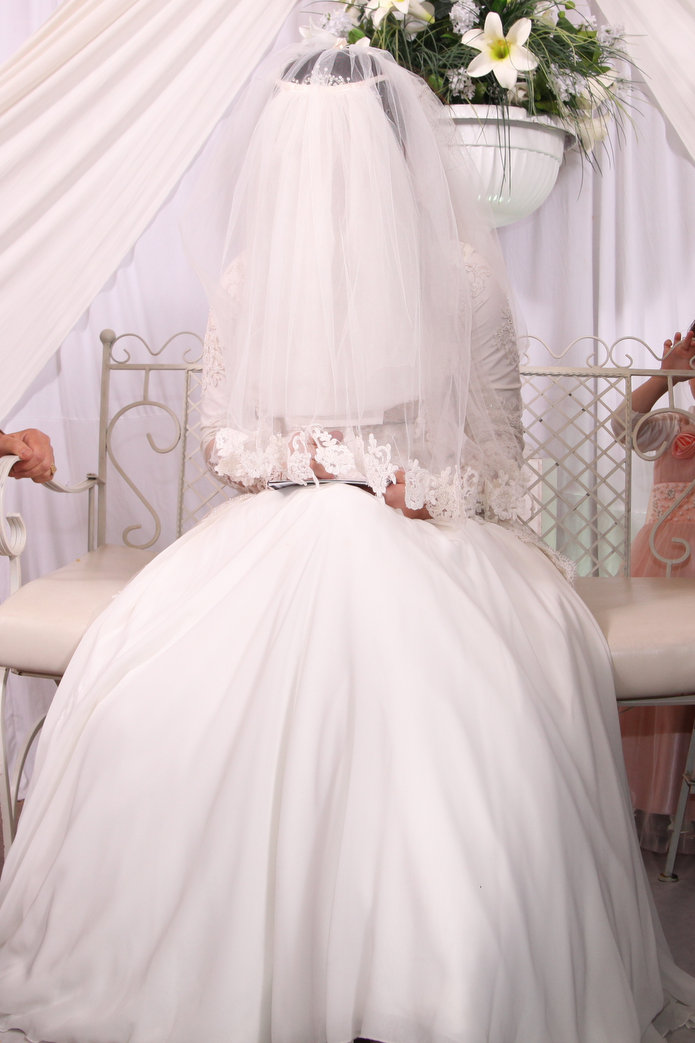
Voile opaque recouvrant le visage de la mariée juive dans certains groupes orthodoxes (2013).
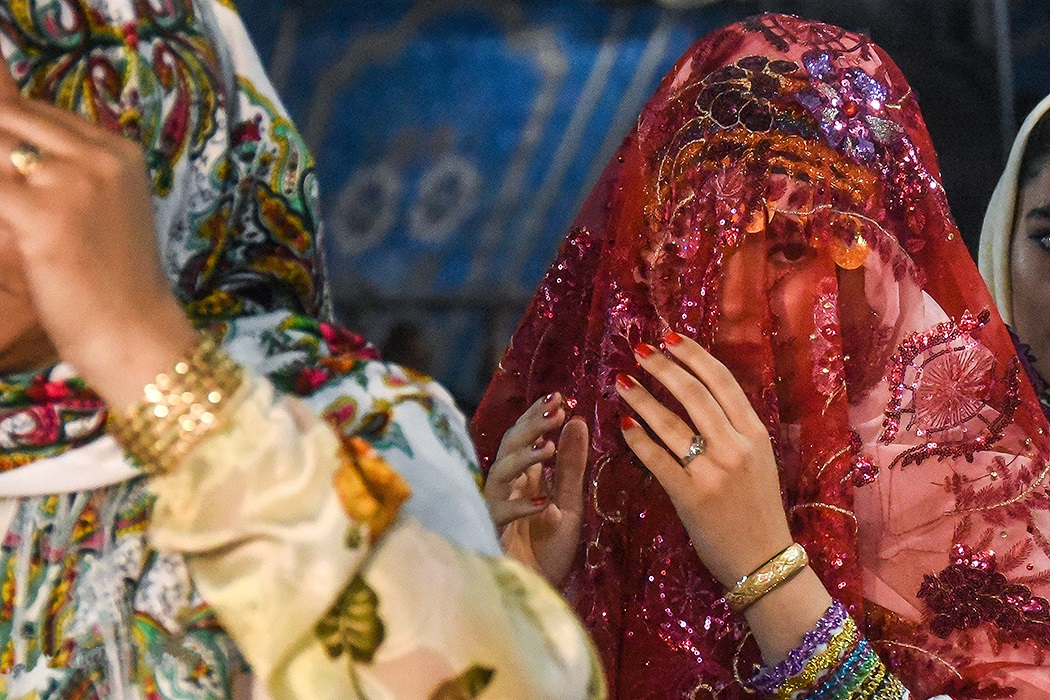
Mariée kurde sous son voile rouge semi-transparent, Iran (2018).
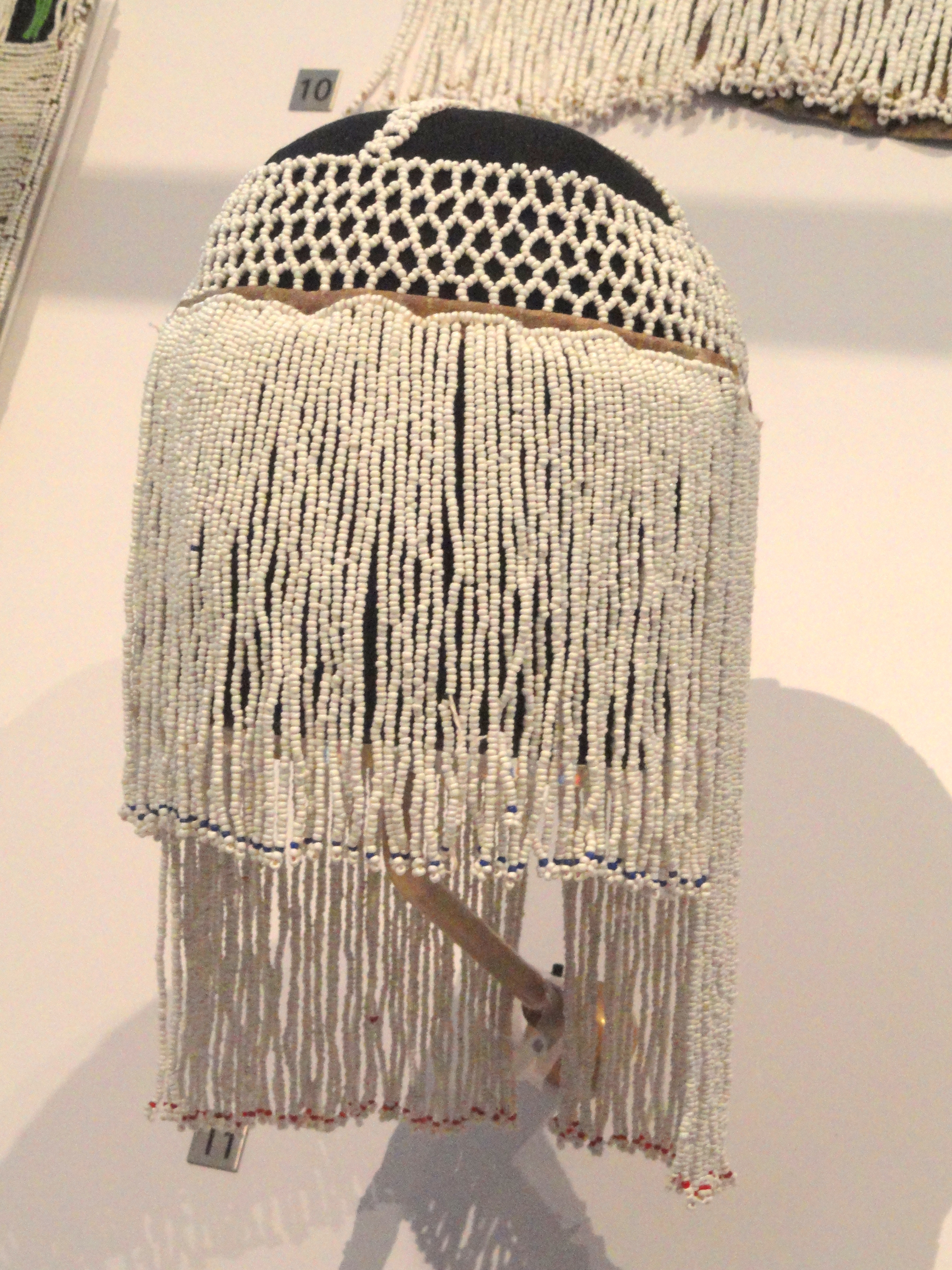
Voile de perles ndébélé, Afrique du Sud.
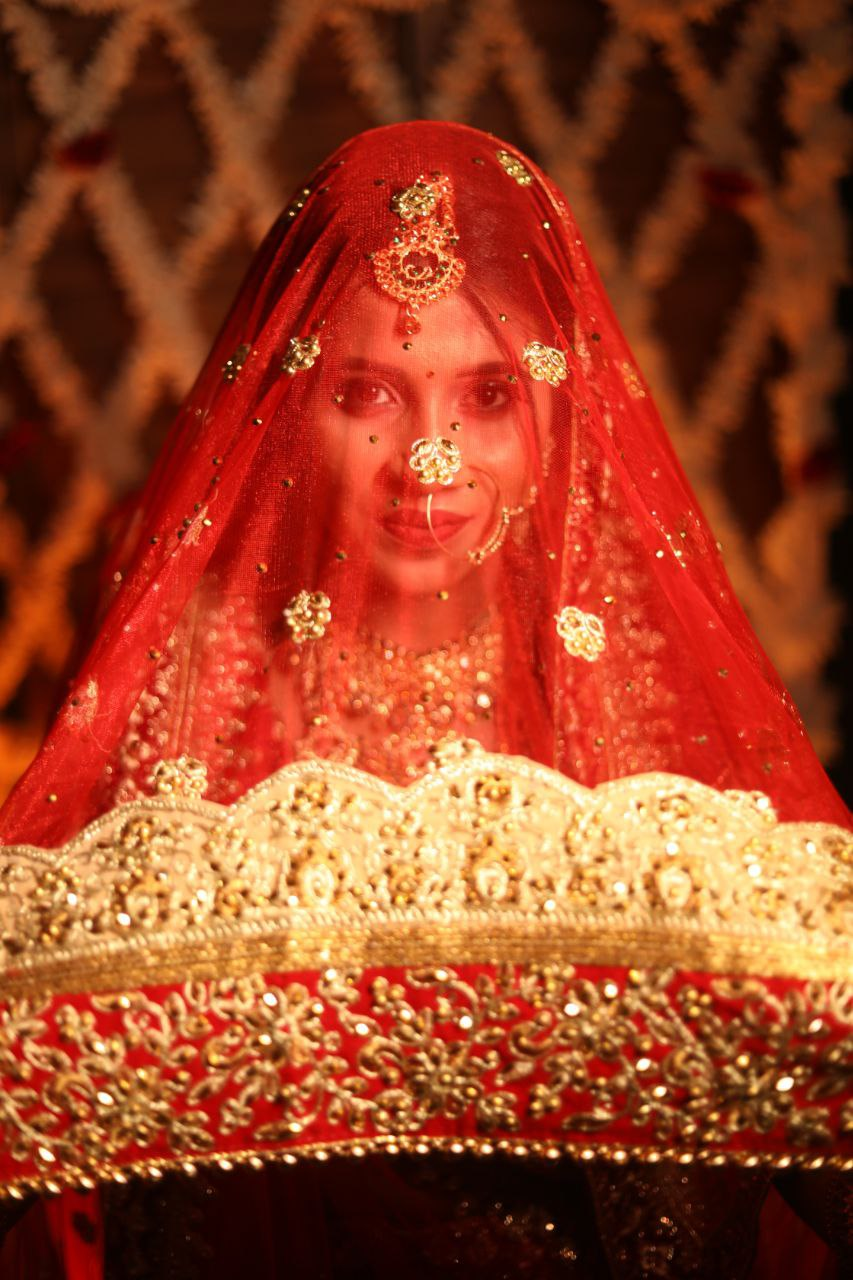
Mariée indienne portant un voile rouge brodé d'or (2022).

## Couverture des cheveux hors du cadre religieux

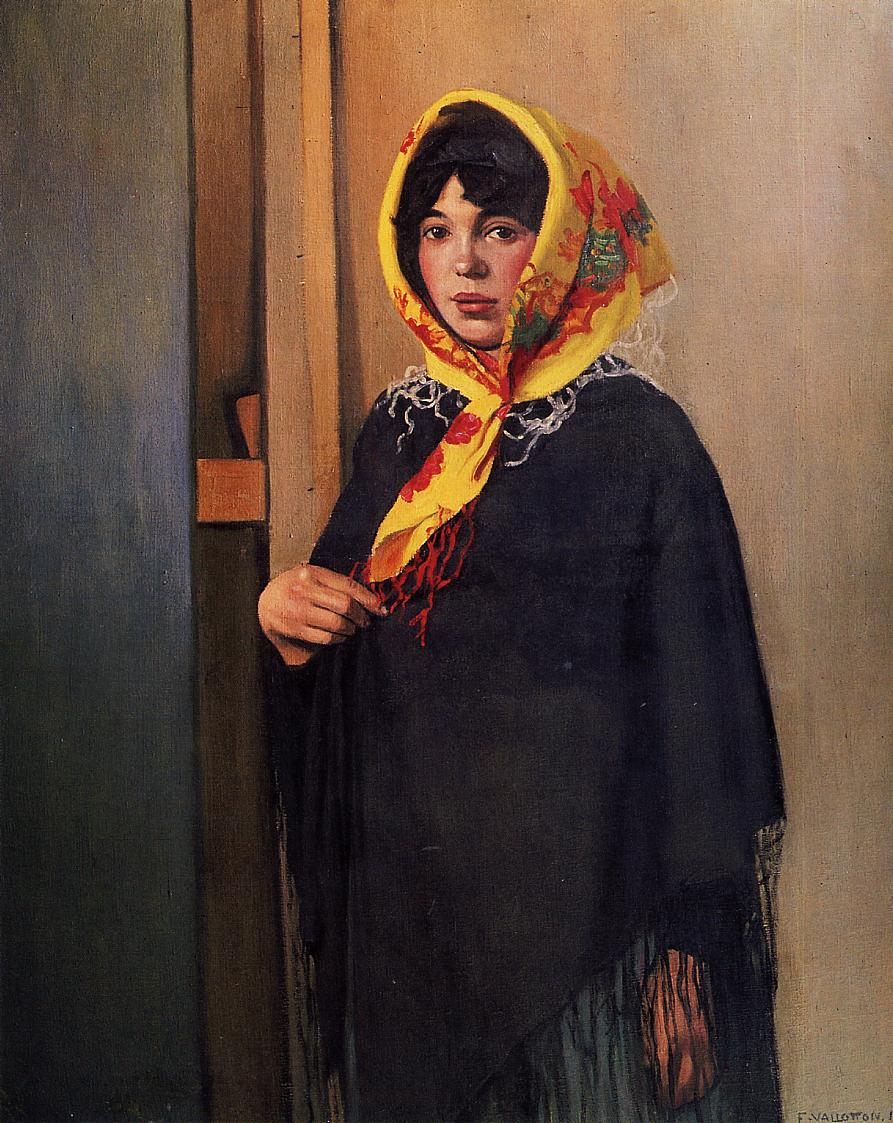
Jeune femme au foulard jaune, F. Vallotton (1911).

Le fait de cacher ses cheveux peut dans certains contextes être considéré comme le signe d'une éducation convenable. « Sortir en cheveux », c'est-à-dire tête-nue, était une marque de désinvolture pour une femme, soit de piètre extraction, soit de « mauvaise vie »

« Lorsqu'elles abandonnaient la coiffe […] les femmes cachaient leur longue chevelure sous un fichu de couleur vive. Et celles qui se laissaient aller, celles qui n'attendaient plus rien de la vie, celles qui s'en fichaient du qu'en-dira-t-on, et qui ne mettaient rien sur la tête, on les appelait avec mépris « les femmes en cheveux »  »

« Ainsi, par exemple, dit maman, tu as un chapeau sur la tête […]
— Eh bien, je vais enlever mon chapeau ; je rêve de ne plus porter de chapeau.
— Je déteste les filles en cheveux, dit papa. Ça fait mauvais genre. »

Dans les années 1960, les femmes françaises des milieux populaires évitaient par exemple de sortir en cheveux en dehors de leur quartier, ainsi qu'en témoignent des reportages d'époque. C'était même impossible pour les femmes des classes plus aisées, qui ne sortaient jamais non chapeautées. Cela est toujours le cas dans certains milieux de la haute société comme en Grande-Bretagne.

### Un accessoire de mode: la voilette

Chapeau à voilette.

Il s’agit d’un fin voile qui surplombe le visage.
Elle est portée par les femmes perses dès le XVIe siècle, non pas en guise d’accessoire de mode, mais afin de rester plus discrètes par rapport au regard des gens. Dès la fin du XIXe siècle (vers 1880), une dame ne sortait pas « en cheveux », c'est-à-dire sans chapeau. La voilette devient alors un véritable accessoire de mode pour les femmes de la petite et moyenne bourgeoisie.
À l’origine, le chapeau servant de support à cet objet était volumineux et grossier. Caroline Reboux, une créatrice célèbre dans la haute couture française décida ainsi dans les années 1920 de transformer les gros chapeaux à voilettes en de petites pièces pratiques et beaucoup plus confortables. Grâce à son esprit inventif, le canotier et autres couvre-chefs furent ainsi délaissés en faveur du « bibi », le nom donné aux très petits chapeaux à voilette déclinés sous différentes couleurs. Propulsés sur le devant de la scène par Coco Chanel et Jeanne Lanvin, ces derniers furent ainsi portés par les femmes de la haute bourgeoisie afin de se démarquer. L’accessoire finit par se populariser dans les années 1960.
Le chapeau à voilette se portait pendant les grandes occasions, les soirées et les fêtes. Il s’arbore aisément sur un chignon bas, des cheveux courts crantés ou sur une longue chevelure lissée. La coiffure doit être parfaitement soignée sans aucune mèche qui dépasse. C'était très à la mode à cette époque[Laquelle ?].

Voilettes
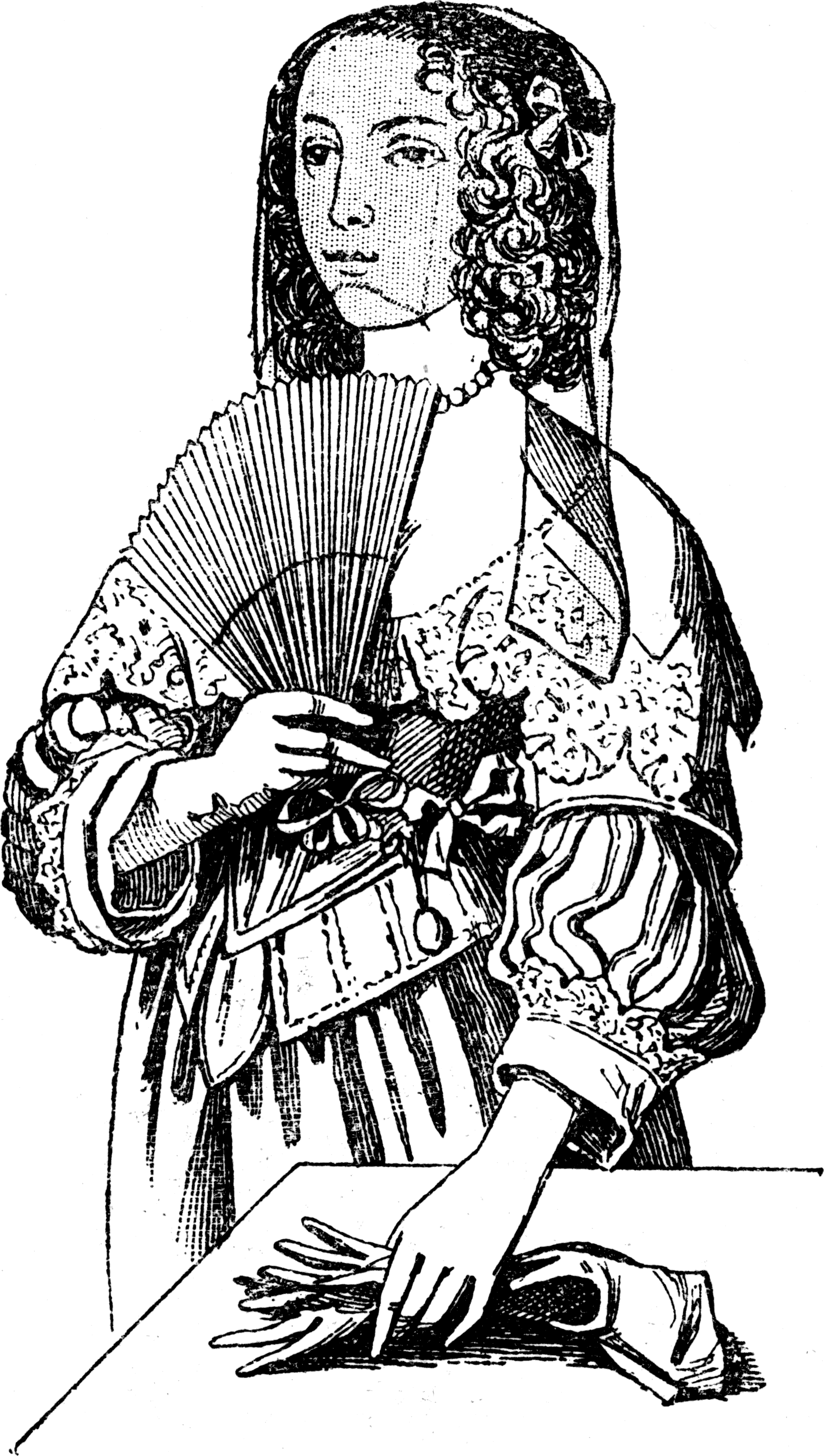
Première voilette (XVIIe s.).
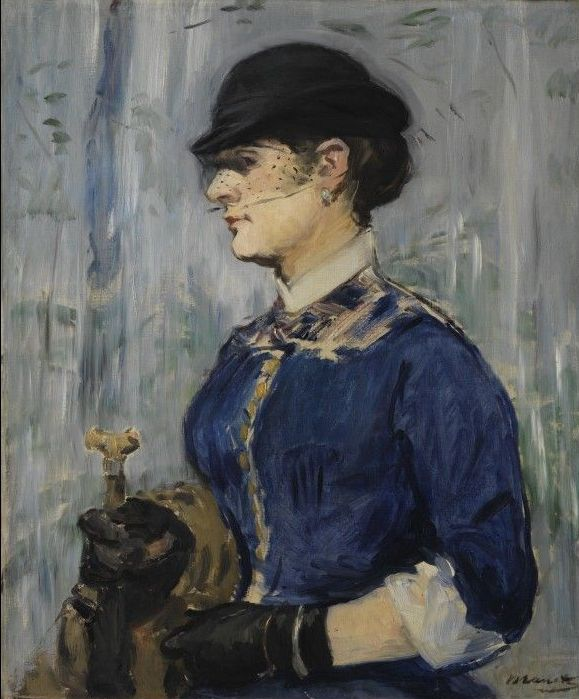
Jeune femme au chapeau rond et voilette, E. Manet (1879).
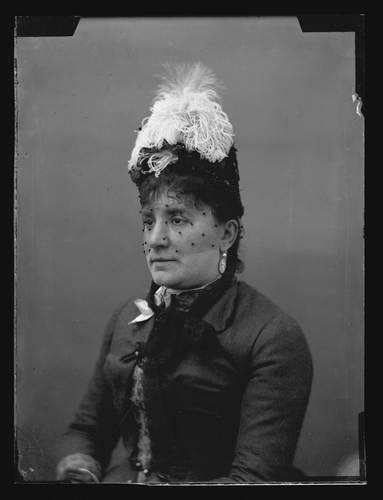
Caroline Cambe sous son bibi et sa voilette (v. 1880).
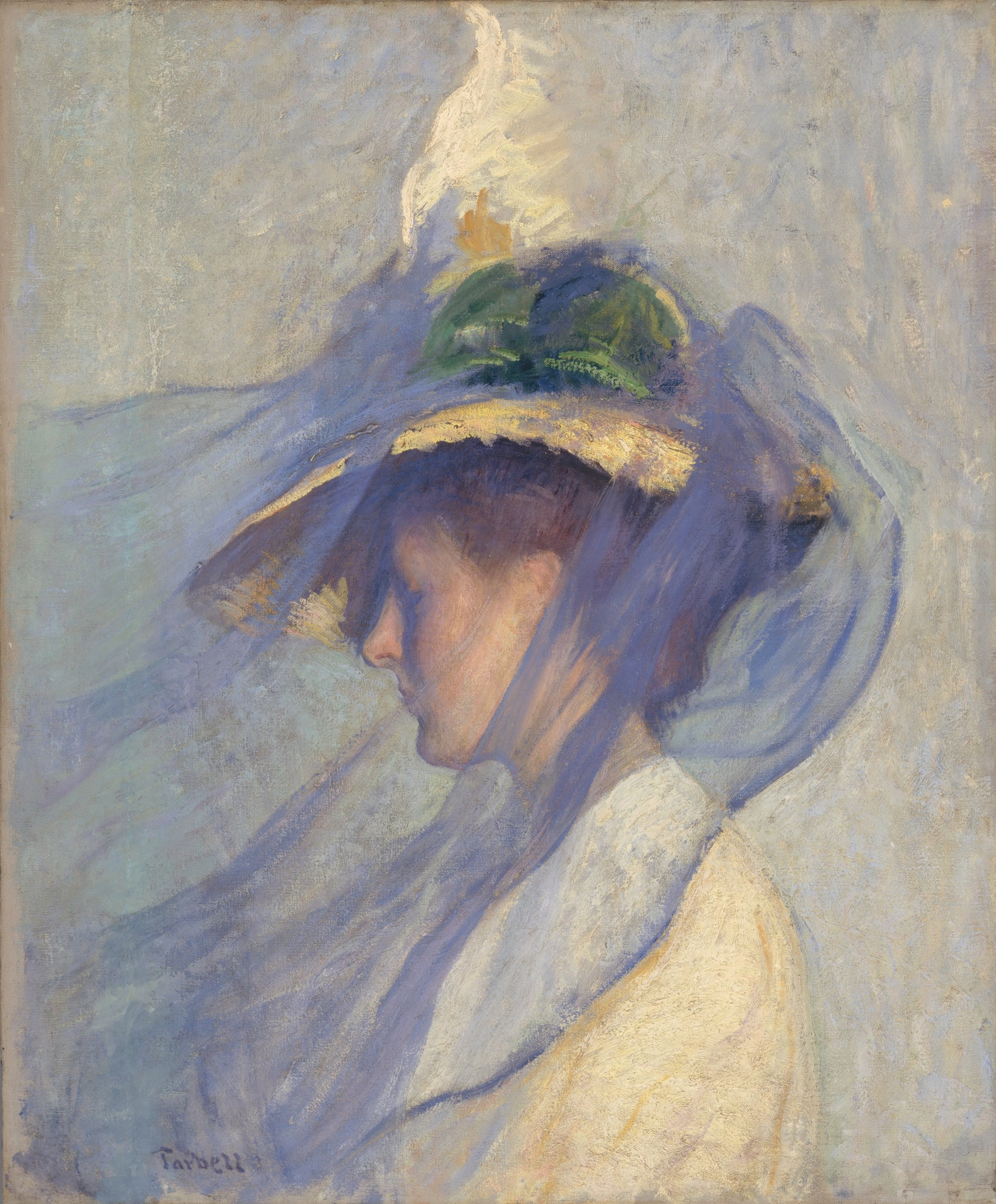
Le Voile bleu, Edmund Tarbell (1898).
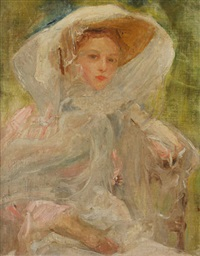
Portrait de jeune femme à chapeau, A. de Belleroche (v. 1900).
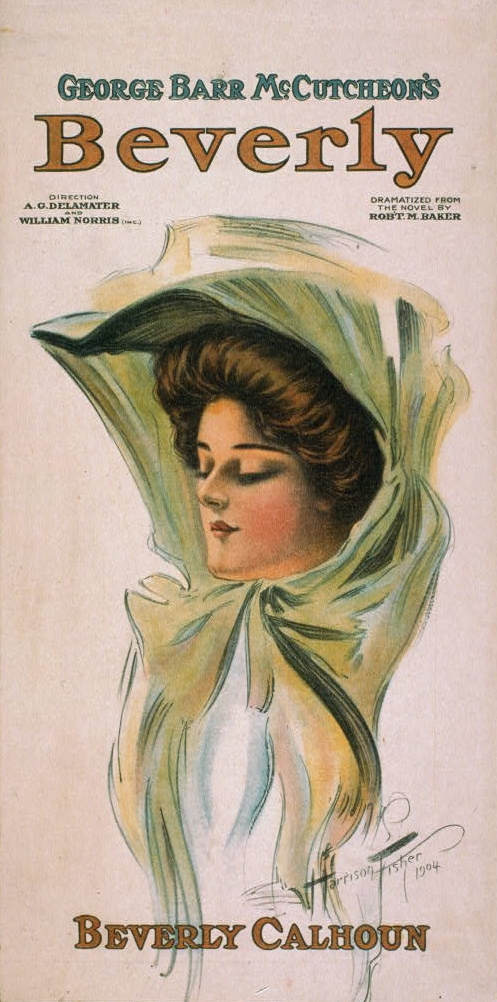
Illustration (1904).
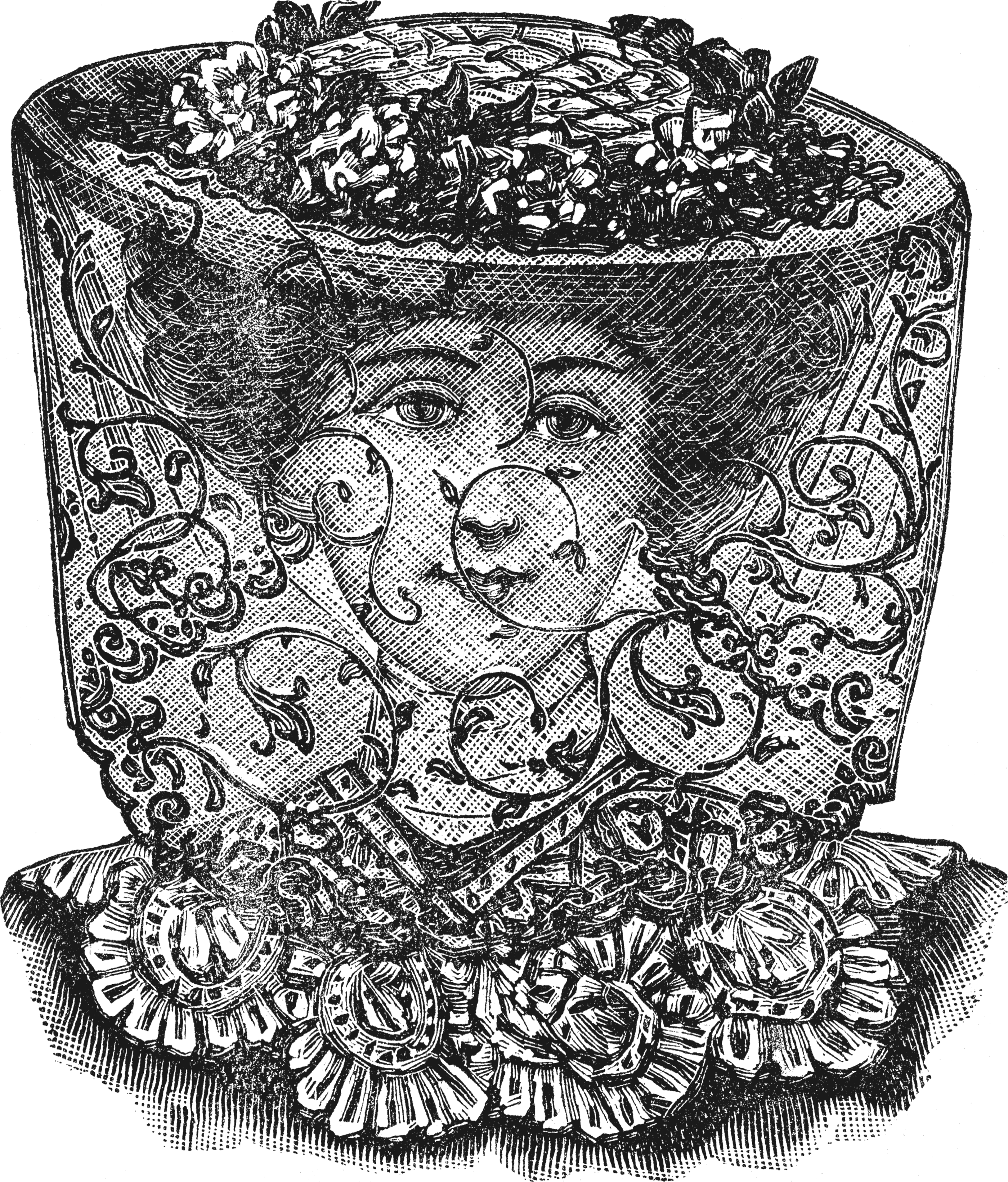
Voilette en dentelle de Chantilly (1m30 x 0m39) (1905).
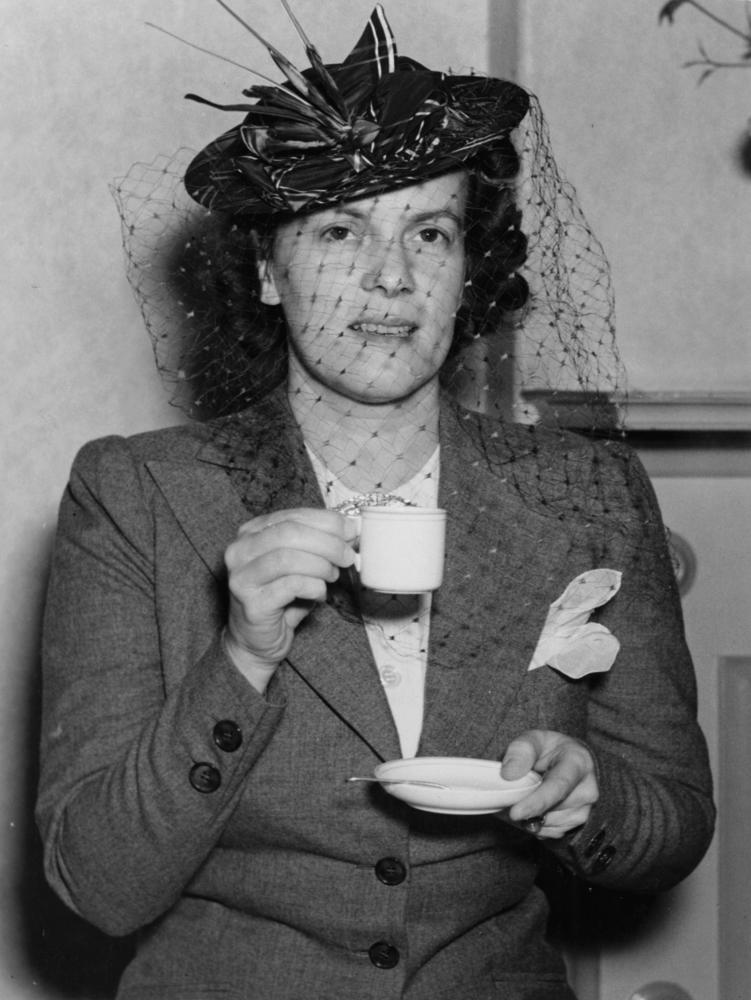
Femme avec un chapeau à voilette en Australie (1939).
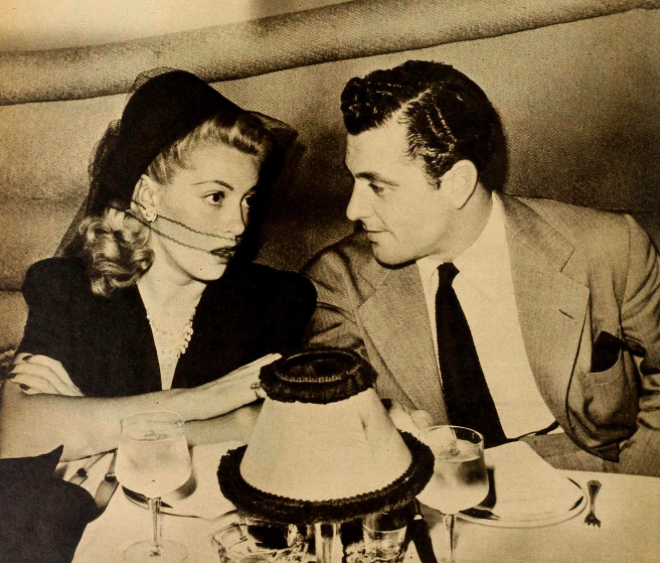
Lana Turner en fine voilette de tulle (et Tony Martin) (1941).
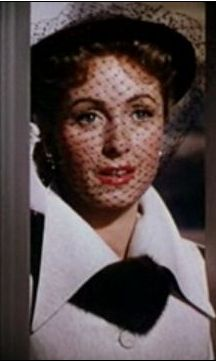
Danielle Darrieux en voilette dans Riche, jeune et jolie (1951).

## Le voile dans l'art
Dans les arts plastiques, le voile, imité de l'antique, est une alternative au nu. Les peintres et sculpteurs en utilisent le drapé pour suggérer le corps, suivant le conseil de Léonard de Vinci. À partir de la fin du XVIIIe siècle, le voile et son drapé « prononce le nu », selon l'expression de Diderot. Le voile acquiert une charge érotique qui pèsera lourdement sur la représentation orientaliste de la femme musulmane voilée, de l'époque baroque aux photographies de Clérambault.

Voiles dans l'art
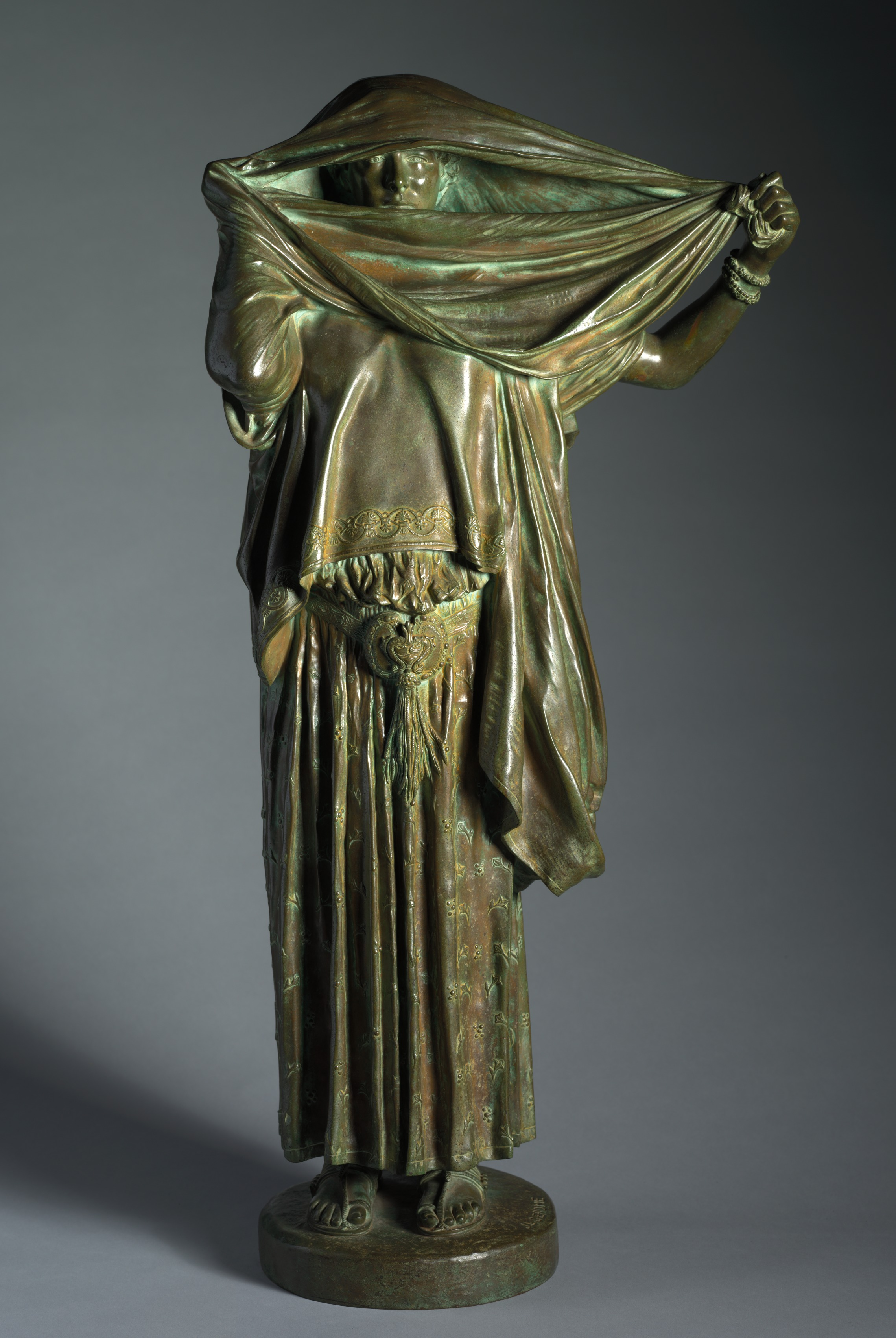
Femme avec un voile, représentation orientaliste, bronze de J-L. Gérôme (v. 1891).
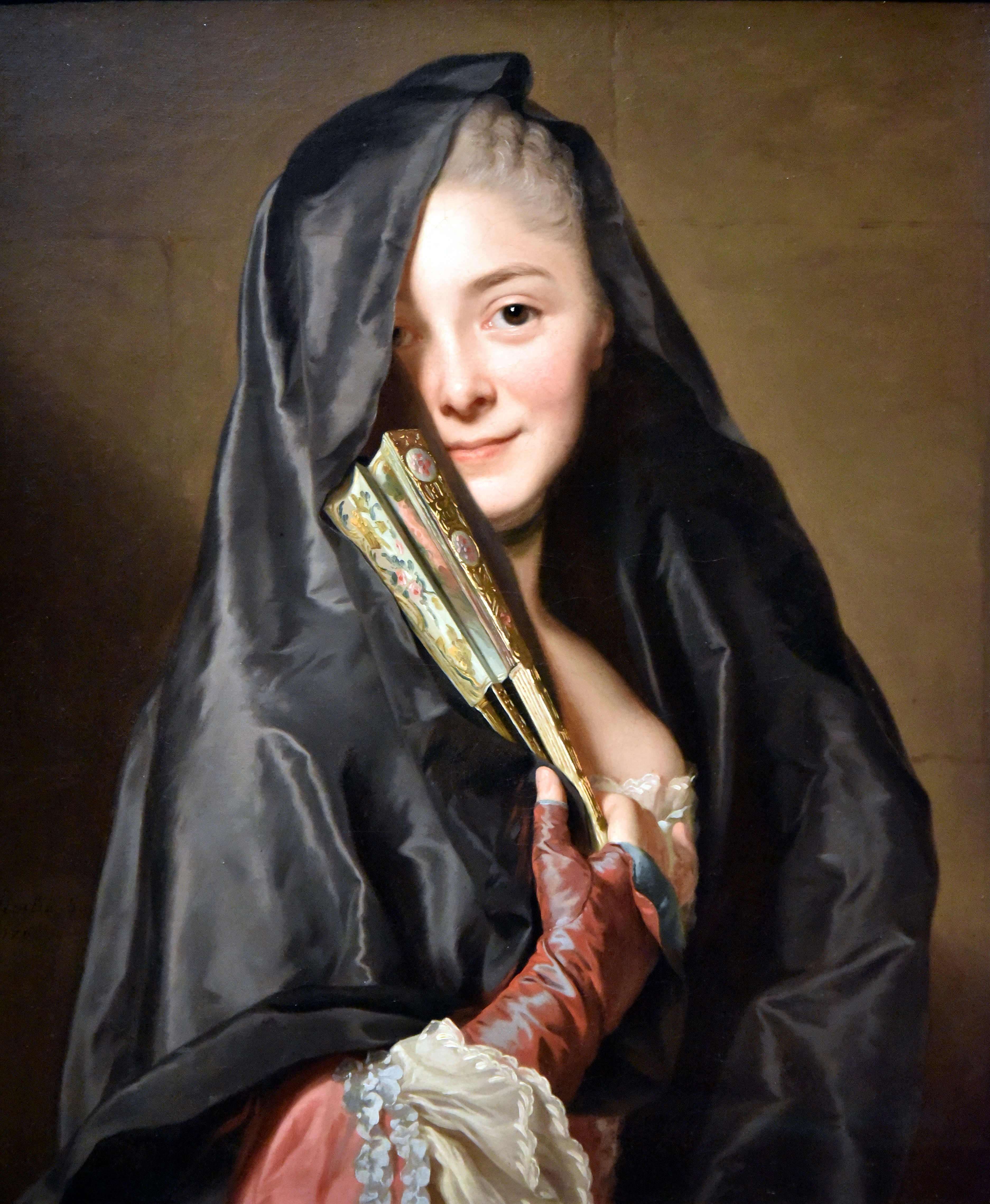
La Dame au voile, Alexander Roslin (1768).
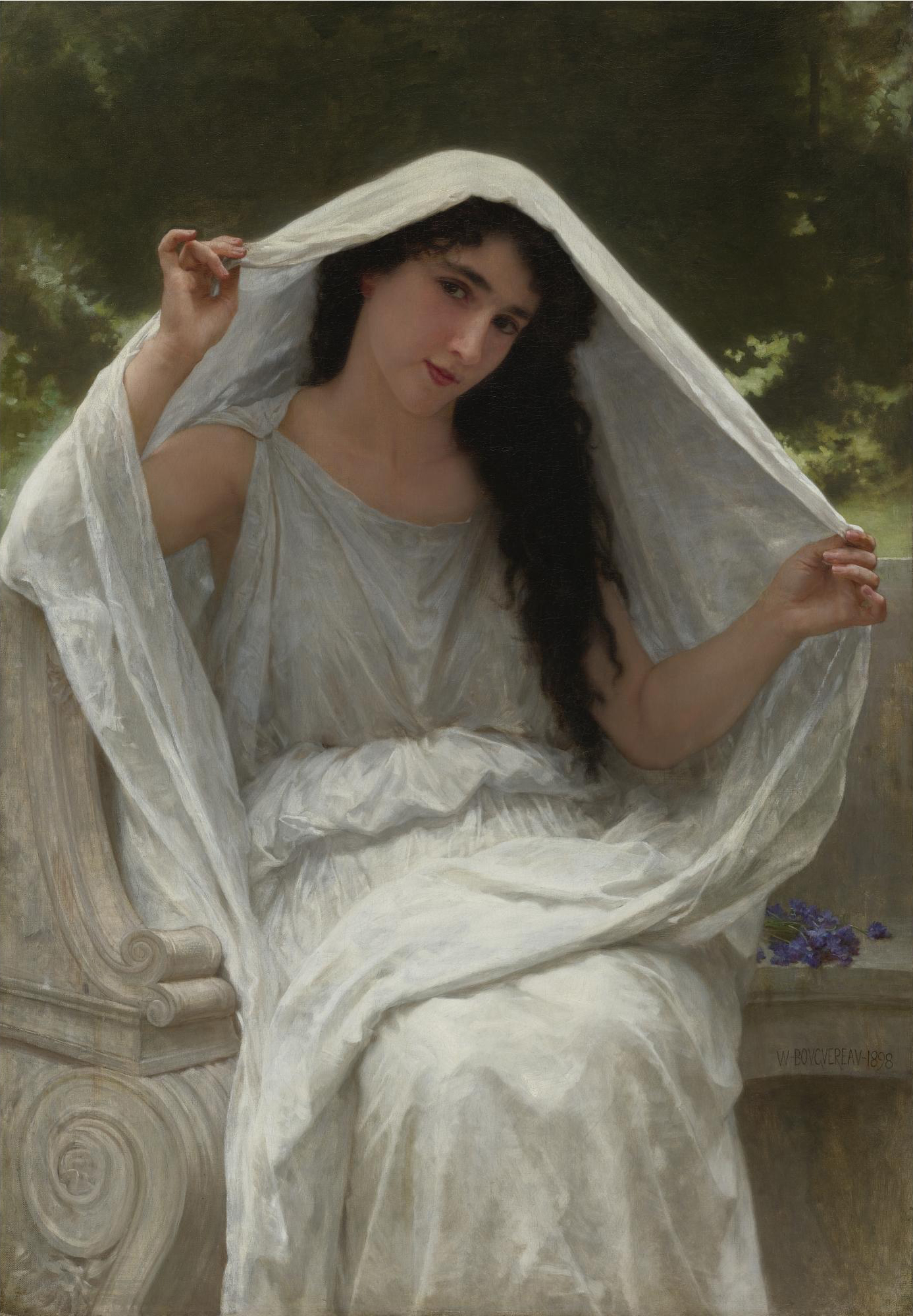
Le Voile par W-A. Bouguereau (1898).
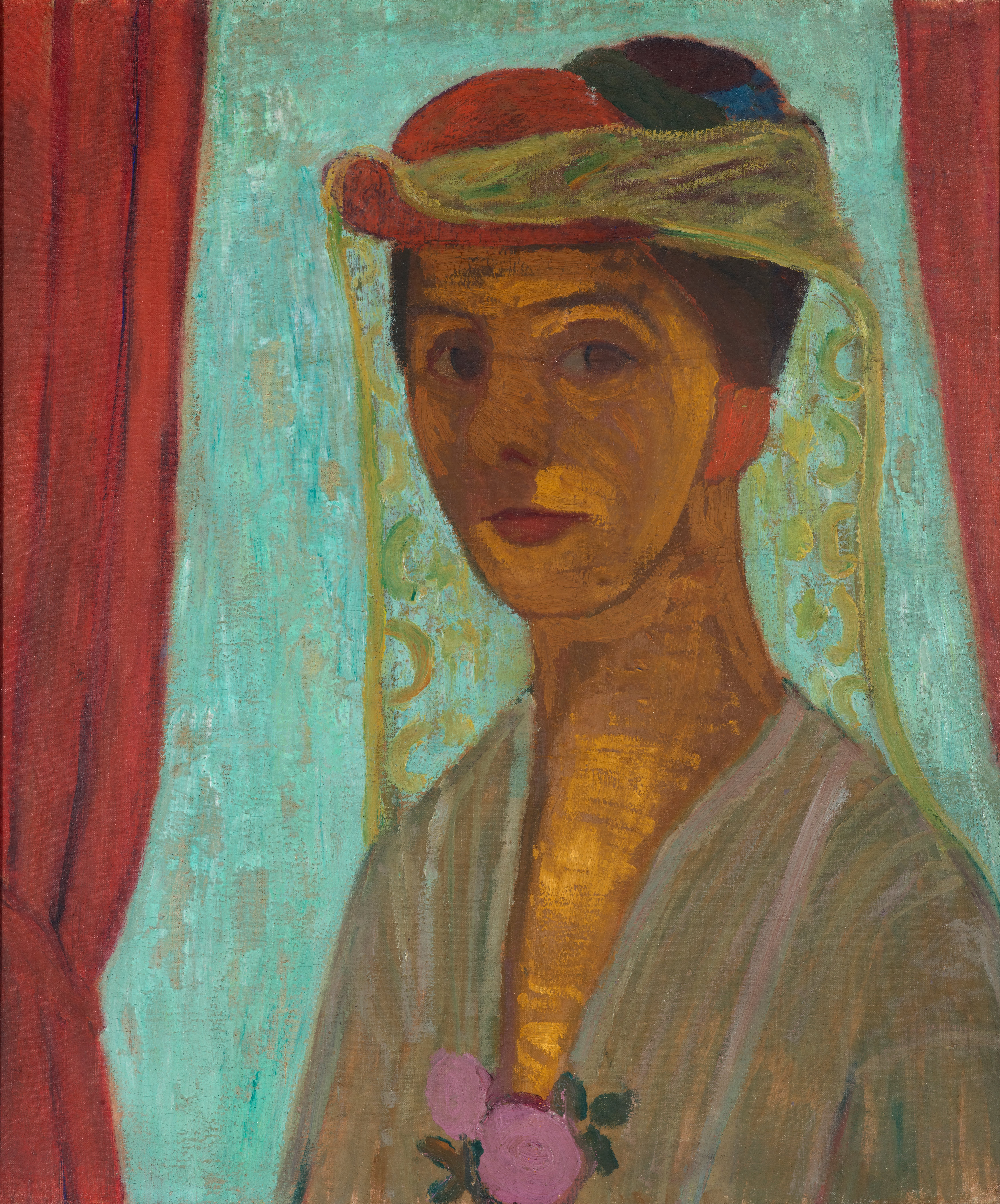
Autoportrait avec chapeau et voile, Paula Medersohn-Becker (1907).
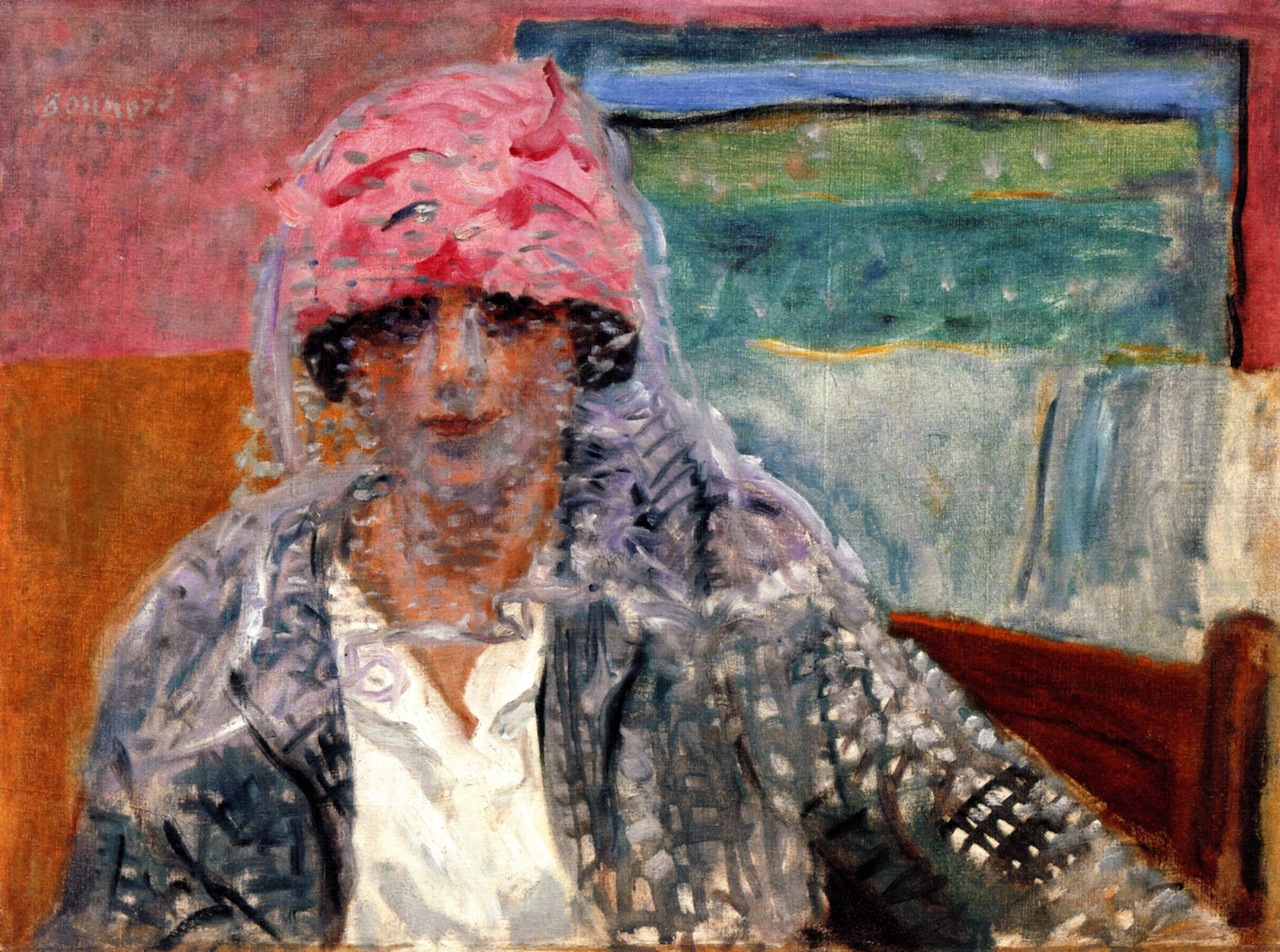
Femme avec un voile, Pierre Bonnard (années 1930).